# Liste der Orte in der Gemeinde Aileu

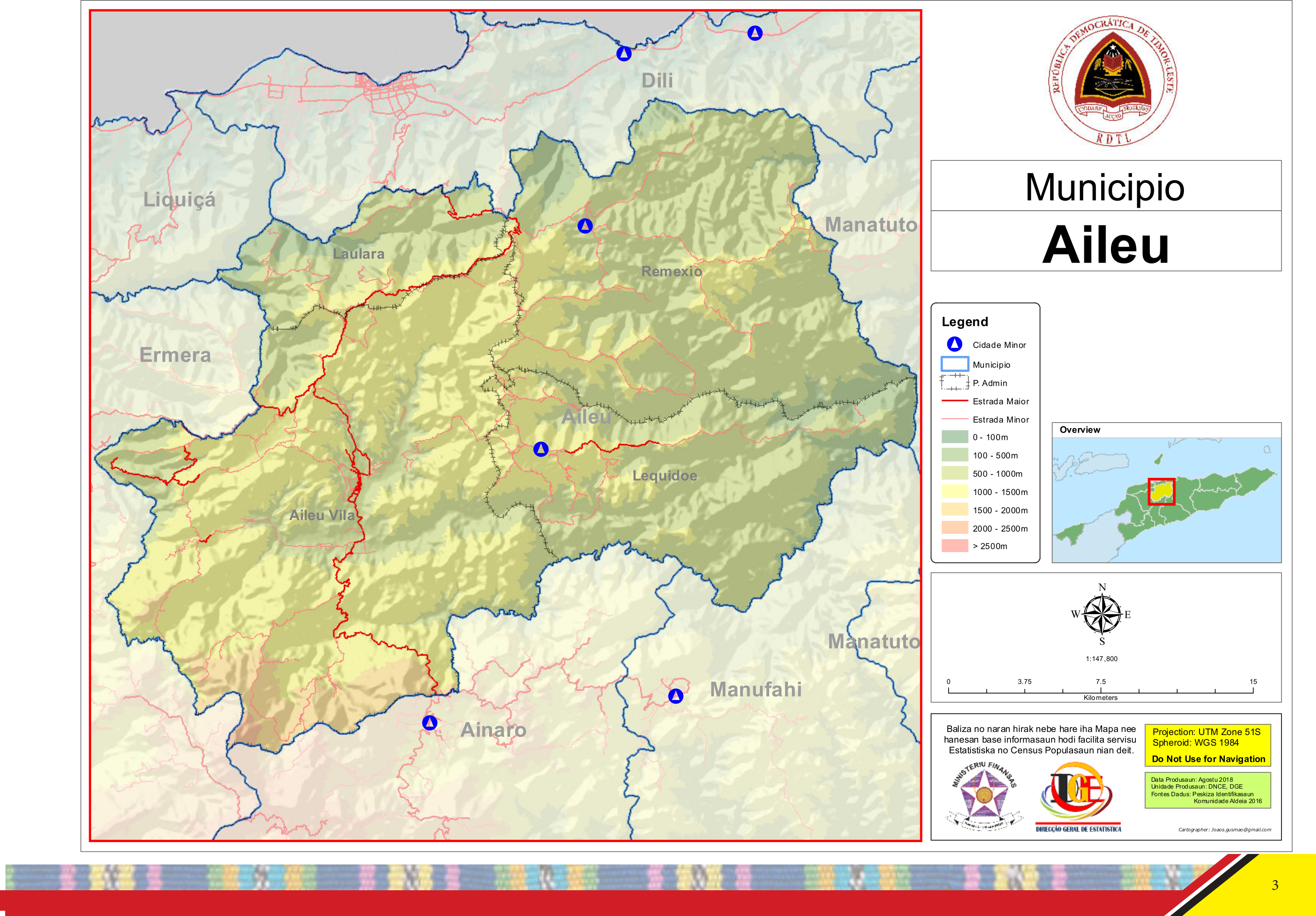
Die Gemeinde Aileu in Osttimor

Die Liste der Orte in der Gemeinde Aileu gibt an, welche Ortschaften in jedem Suco der osttimoresischen Gemeinde Aileu liegen.

## Landkarten der Verwaltungsämter

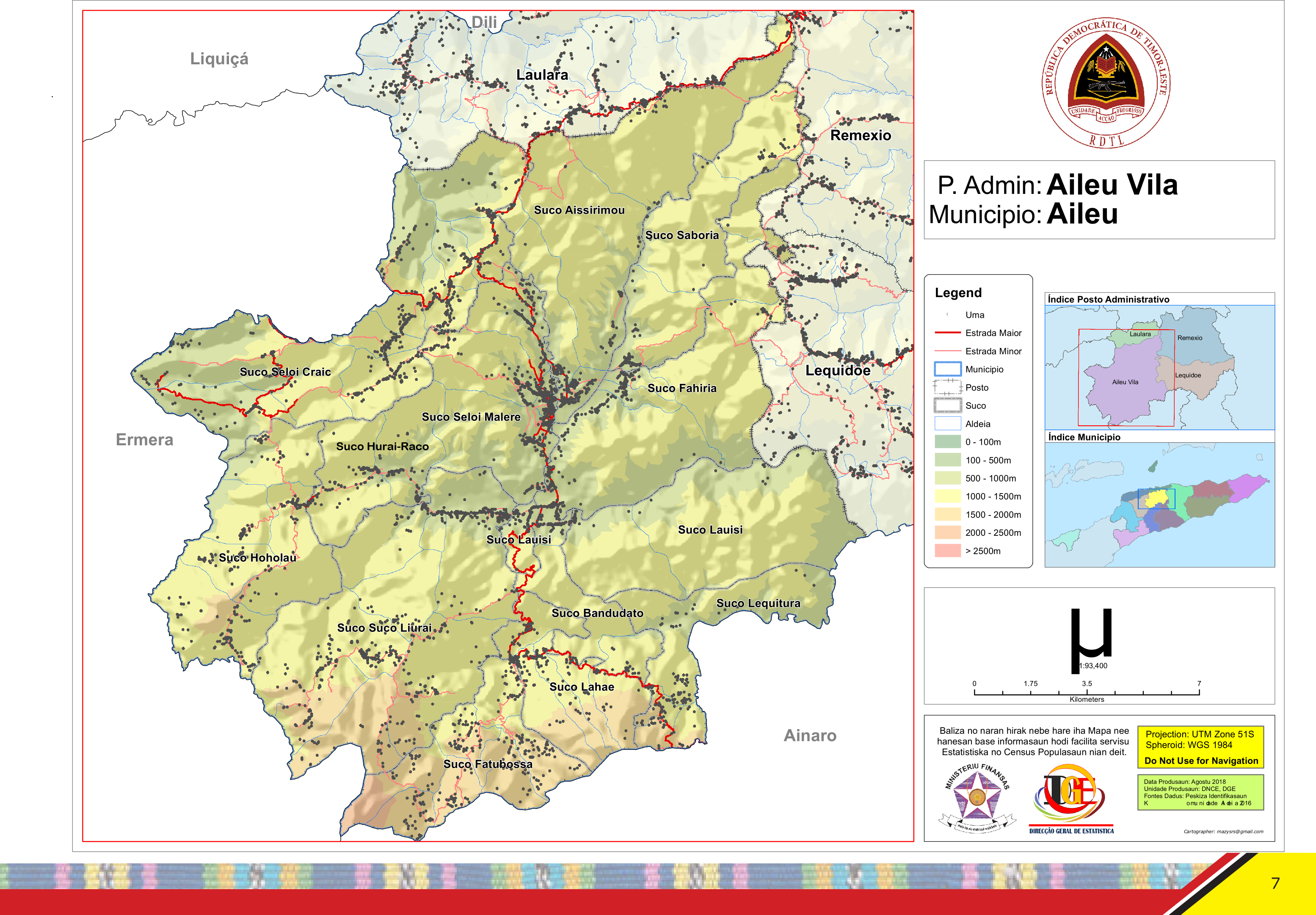
Verwaltungsamt Aileu Vila
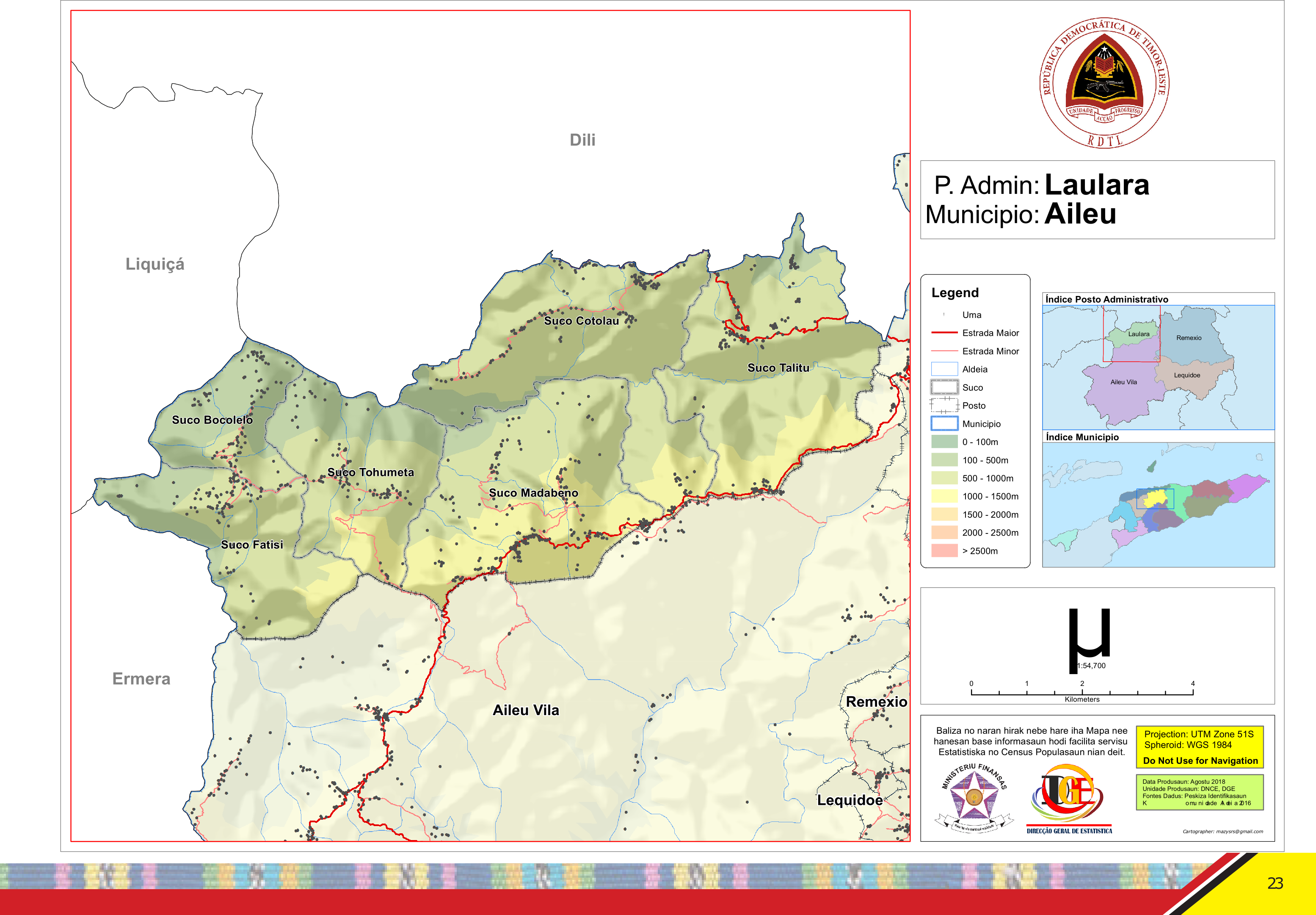
Verwaltungsamt Laulara
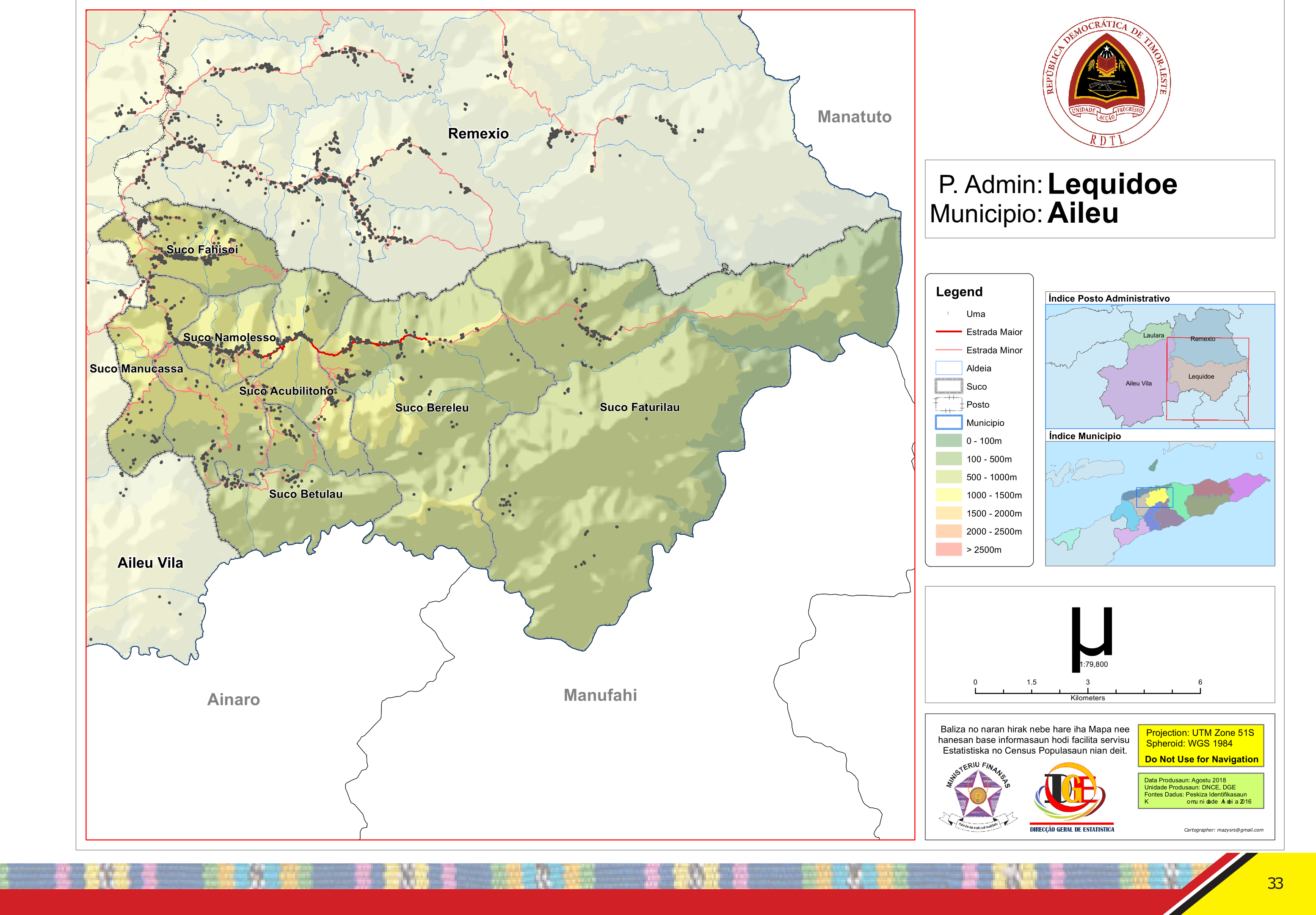
Verwaltungsamt Lequidoe
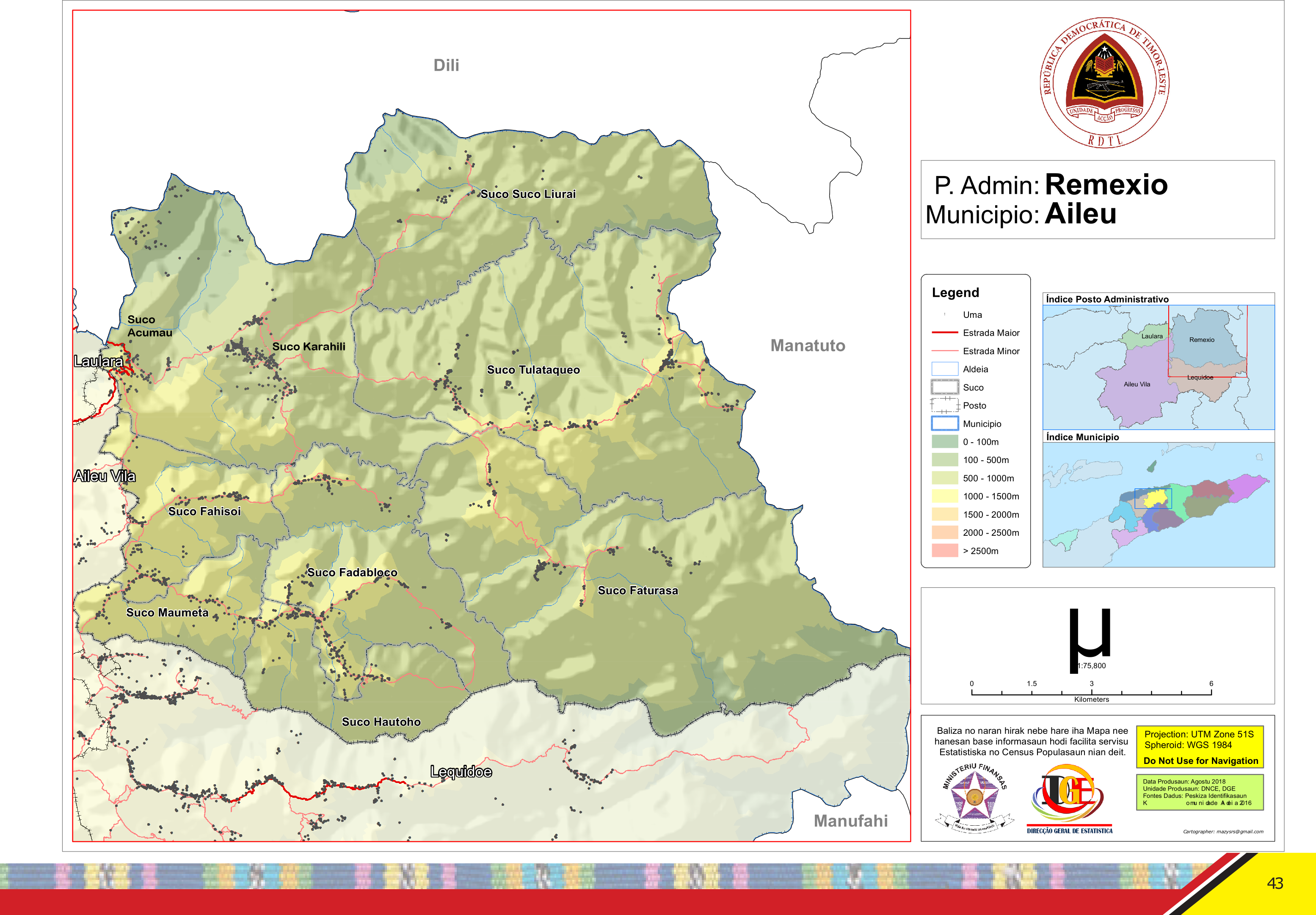
Verwaltungsamt Remexio

## VerwaltungsamtAileu Vila

### SucoAissirimou

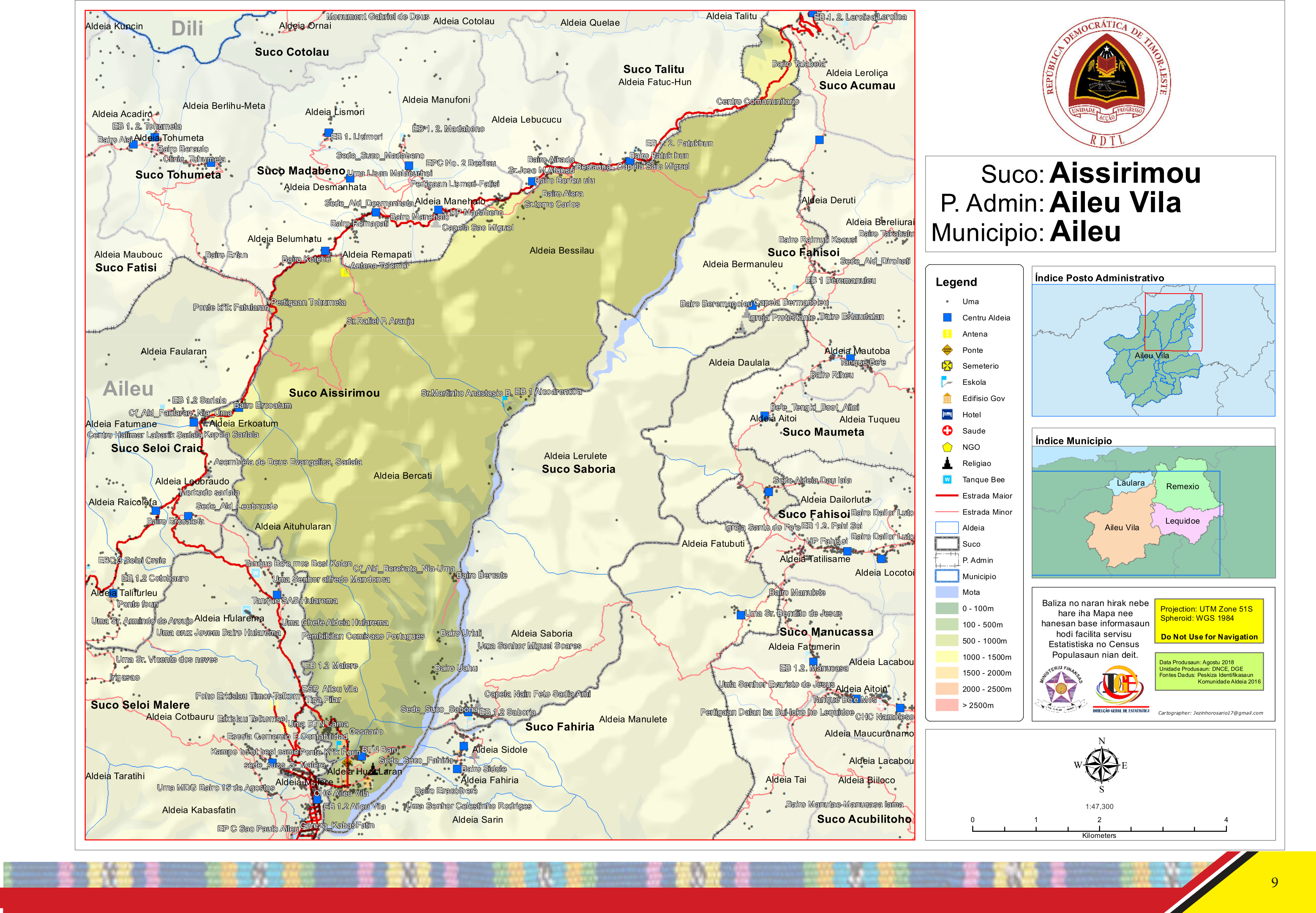
Der Suco Aissirimou

- Aicoarencoa
- Airea
- Aissirimou
- Aituhularan
- Bercati
- Beslauna
- Bislau
- Erkoatun
- Talabela
- Uaho
- Urluli

### SucoBandudato

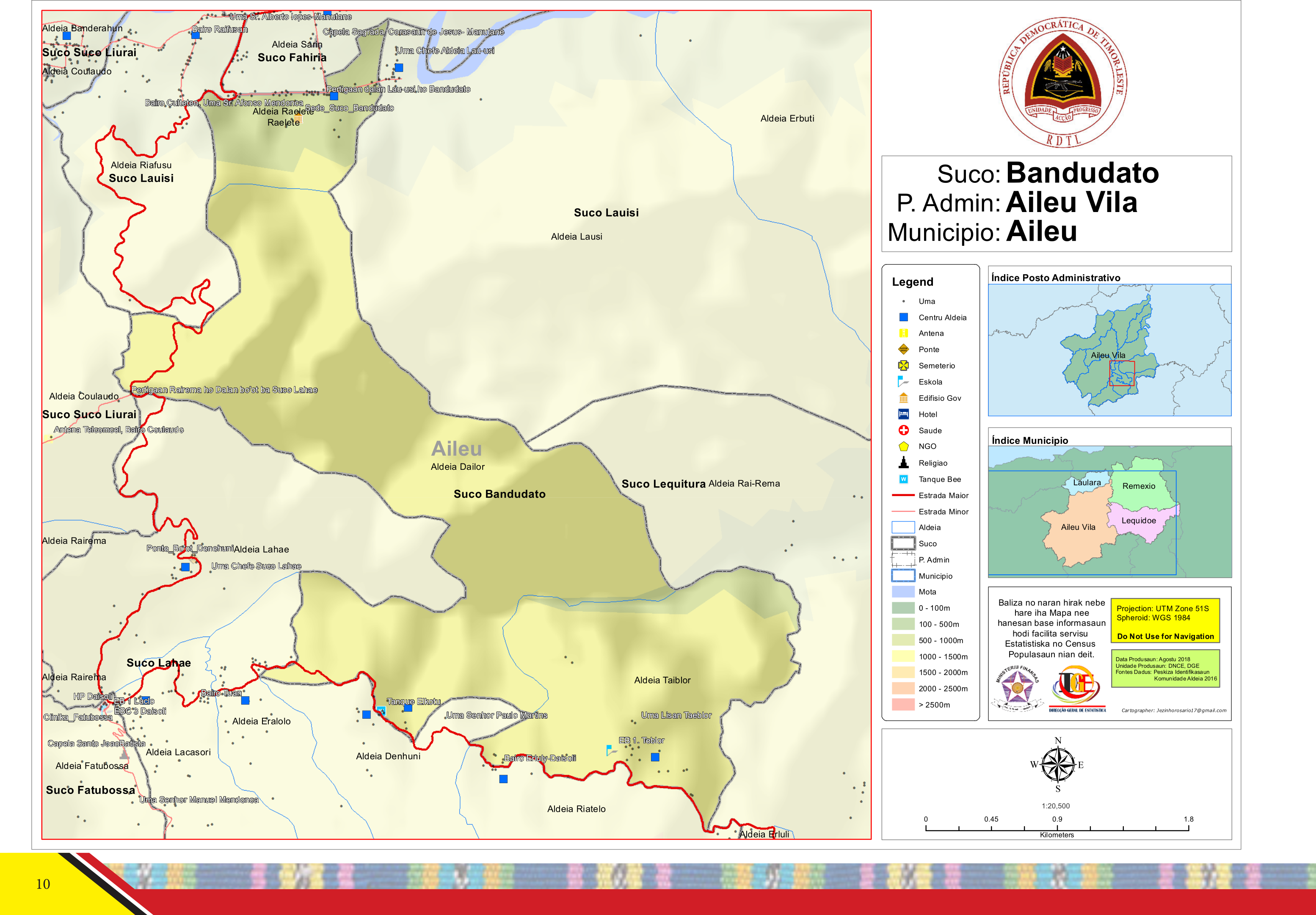
Der Suco Bandudato

- Bibteron
- Dailor
- Elkotu
- Erluly-Daisoli
- Raelete
- Taiblor

### SucoFahiria

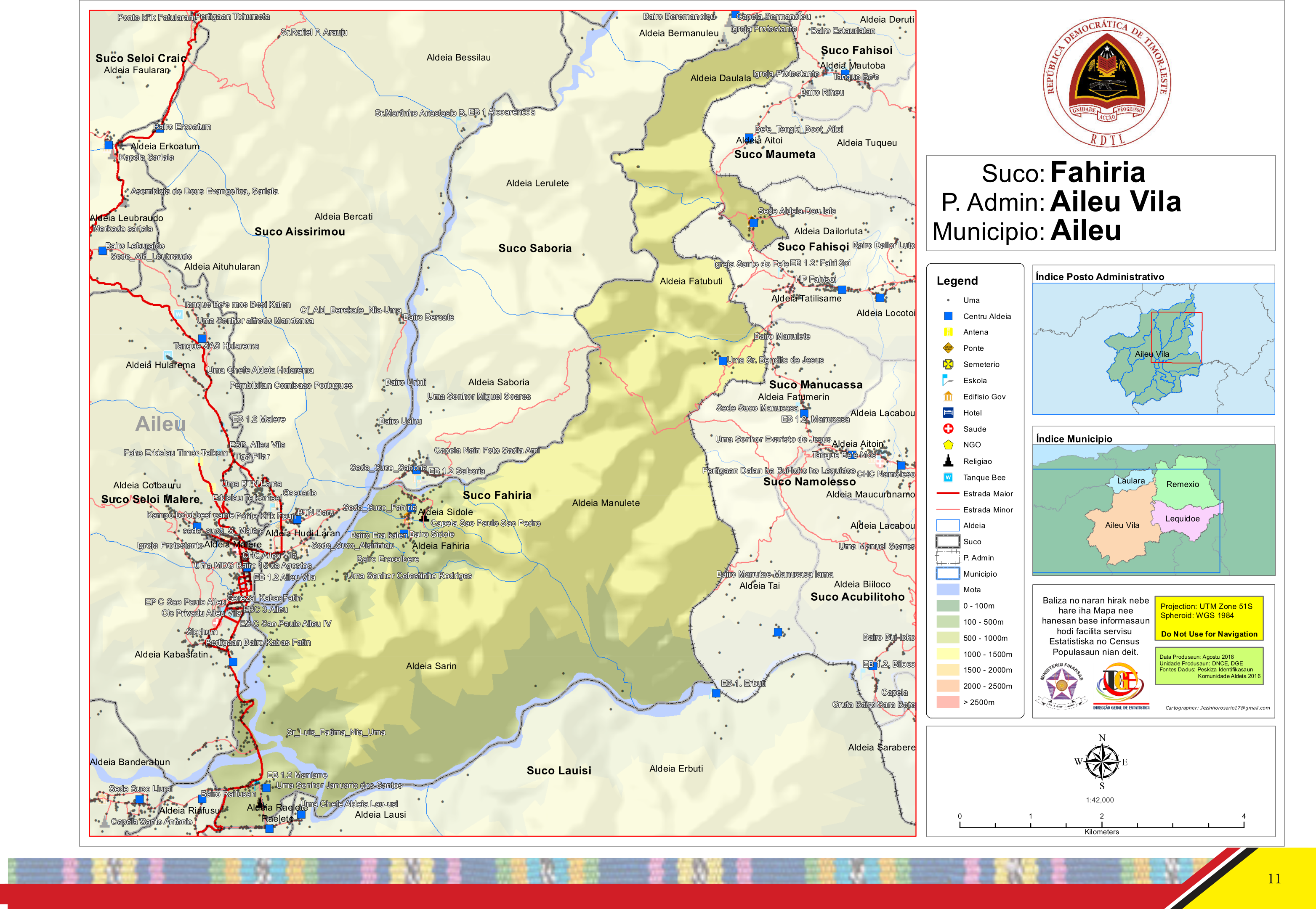
Der Suco Fahiria

- Daulala
- Eracolbere
- Era Kalen
- Manulete
- Mantane
- Sarin
- Sidole

### SucoFatubossa

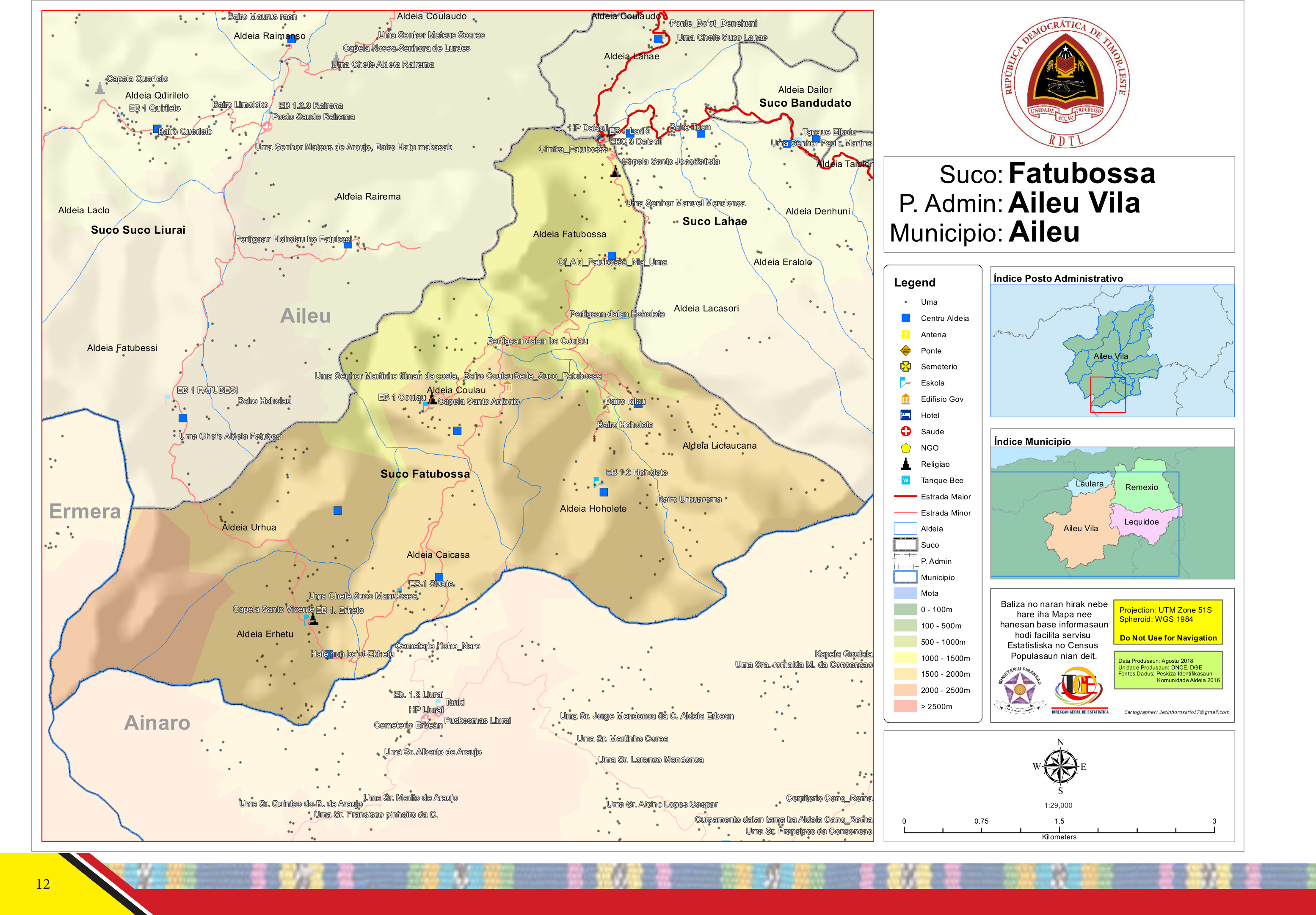
Der Suco Fatubossa

- Coulau
- Erhetu
- Fatubossa
- Hoholete
- Iolau
- Liclaucana
- Sicate
- Urbuarema
- Urhua

### SucoHoholau

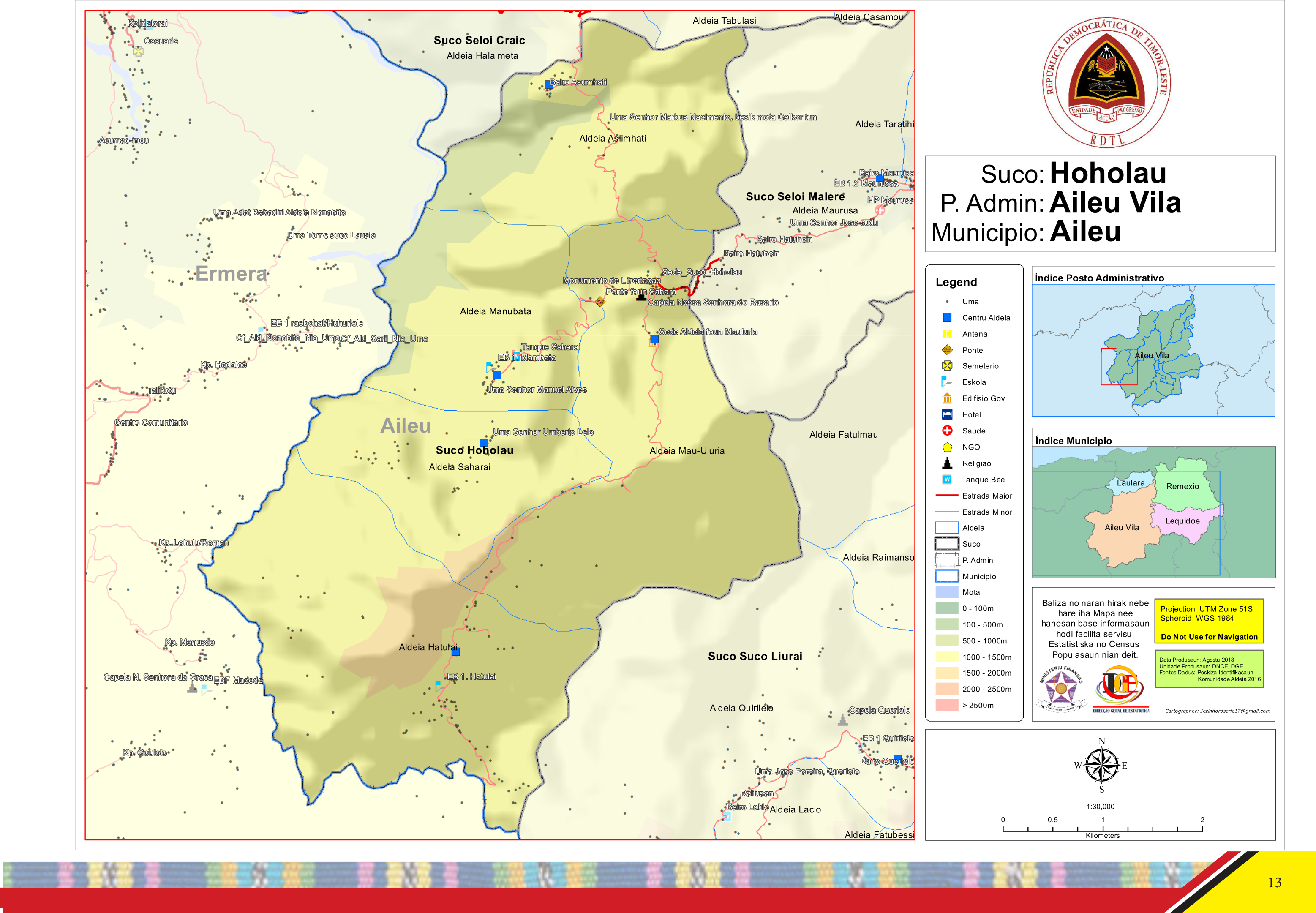
Der Suco Hoholau

- Acolimamate
- Asumhati
- Fisunia
- Hatulai
- Mau-Uluria
- Ouelae

### SucoLahae

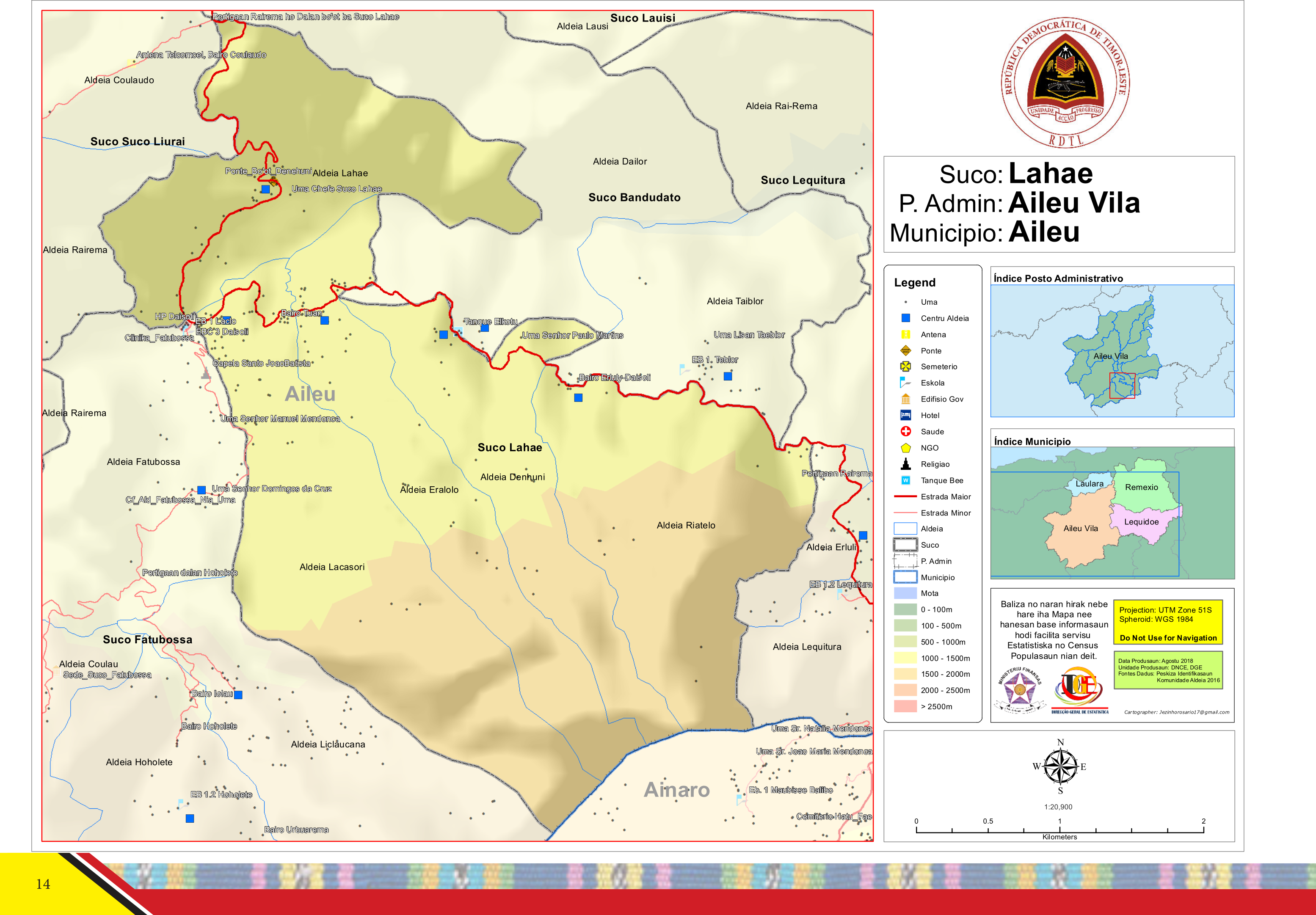
Der Suco Lahae

- Denhuni
- Lacasori
- Lahae
- Tuan

### SucoLausi

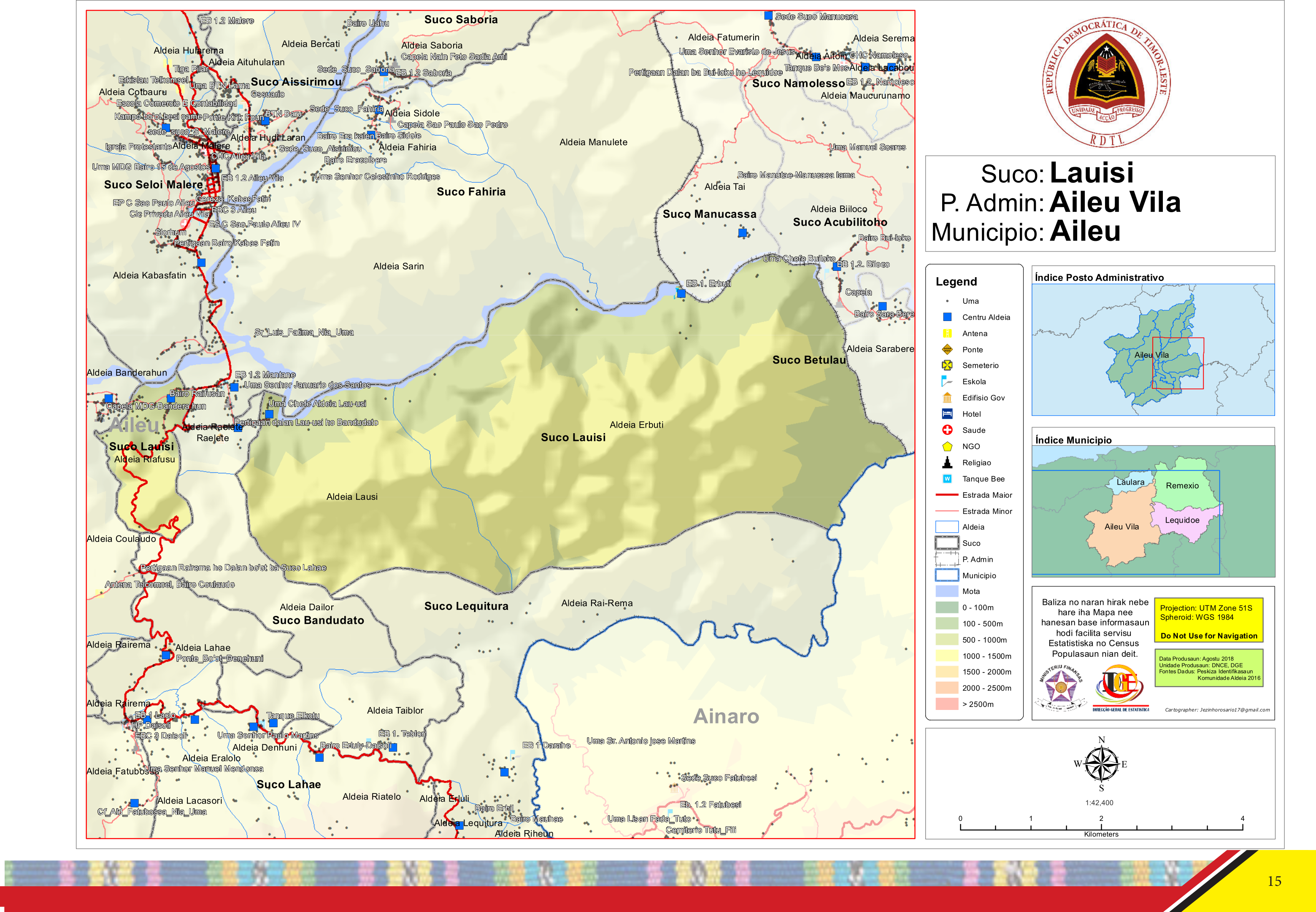
Der Suco Lausi

- Erbuti
- Raifusa

### SucoLequitura

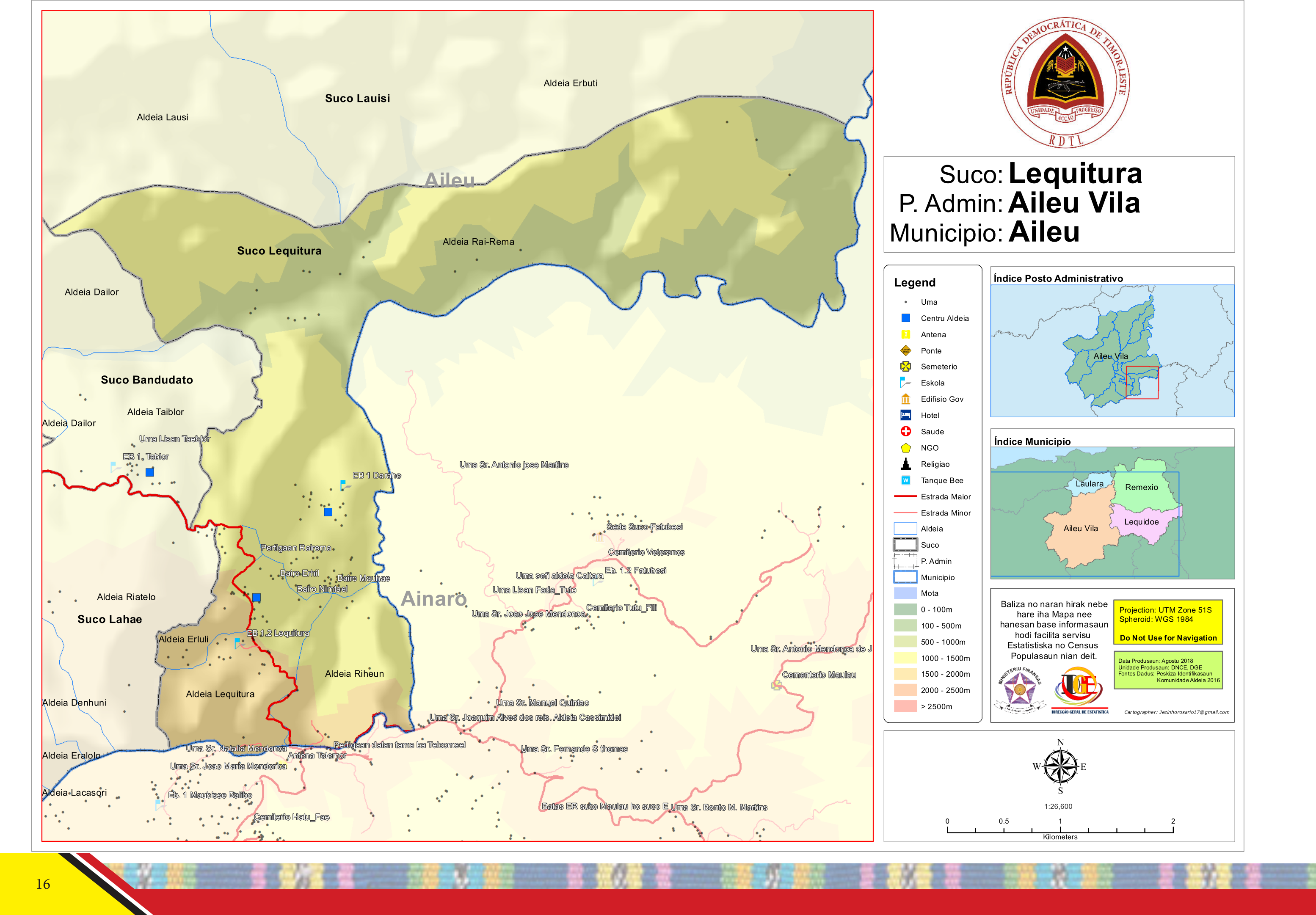
Der Suco Lequitura

- Darahe
- Erhil
- Hatoleta
- Lequitura
- Mauhae
- Nimtael

### SucoLiurai

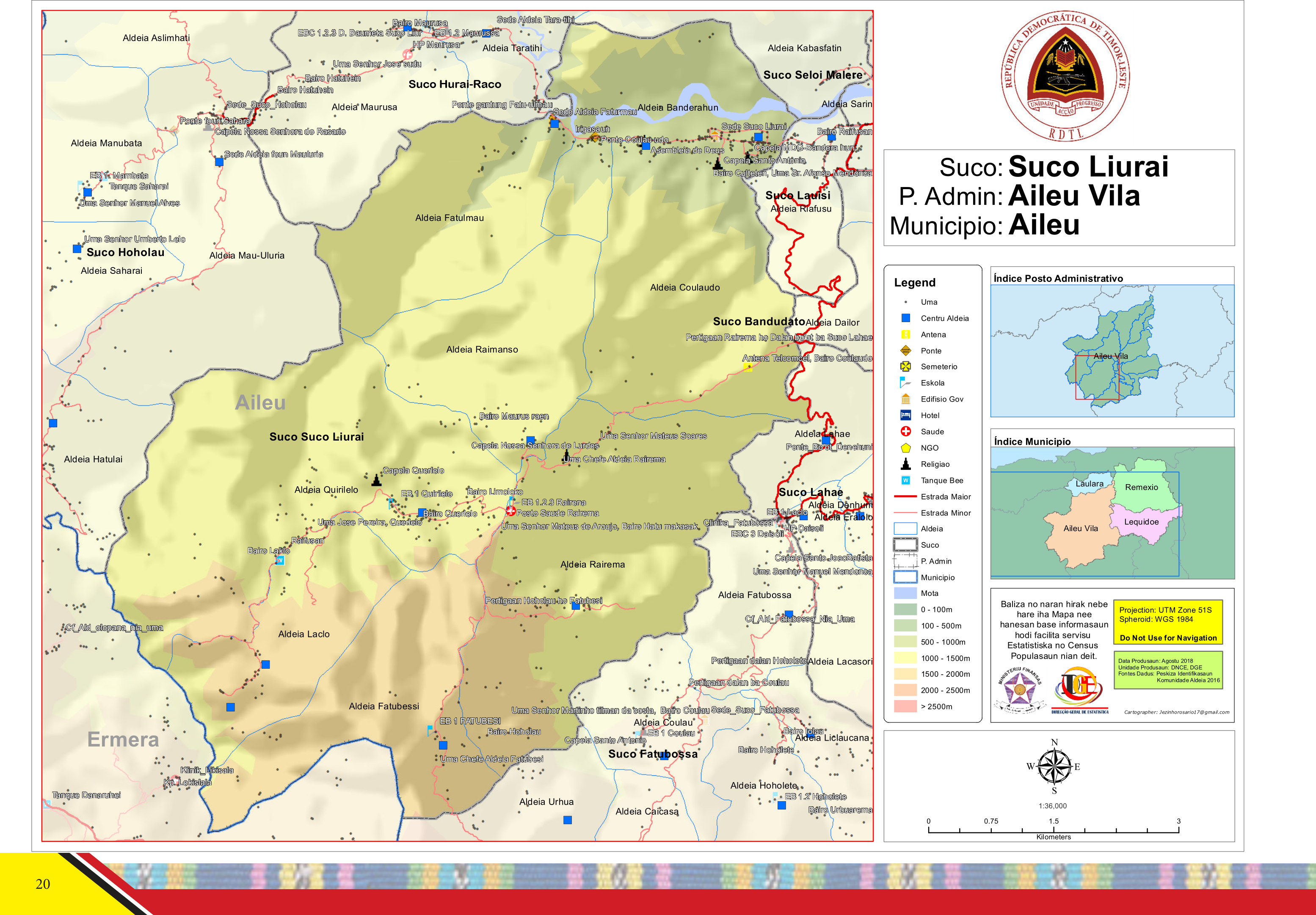
Der Suco Liurai

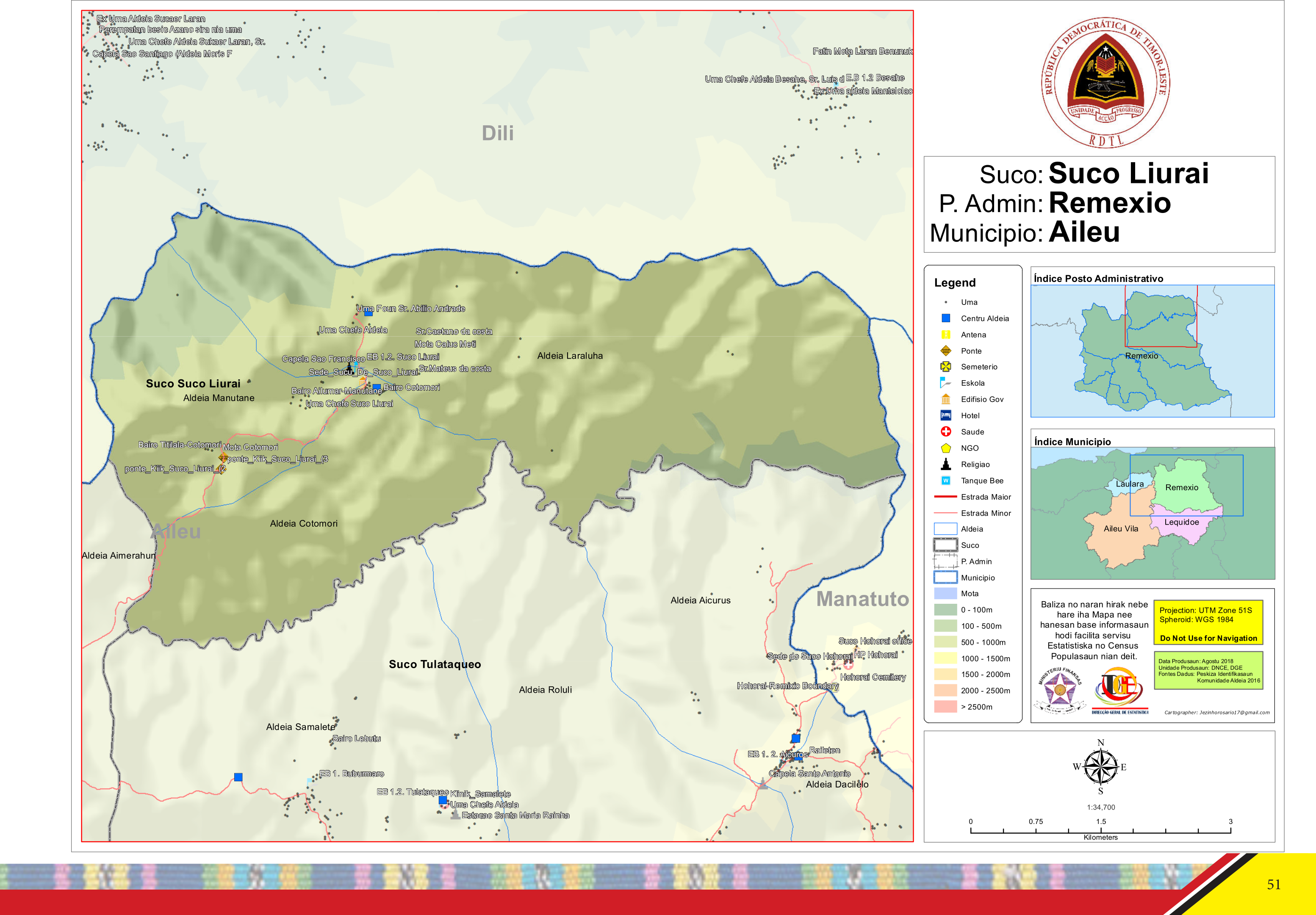
Der Suco Liurai

- Banderahun
- Coulaudo
- Culteten
- Fatubessi
- Fatulmau
- Hatu Makasak
- Hoholau
- Laclo
- Limoloko
- Maurus Raen
- Quirilelo
- Raifusan
- Raimanso
- Rairema

### SucoSaboria

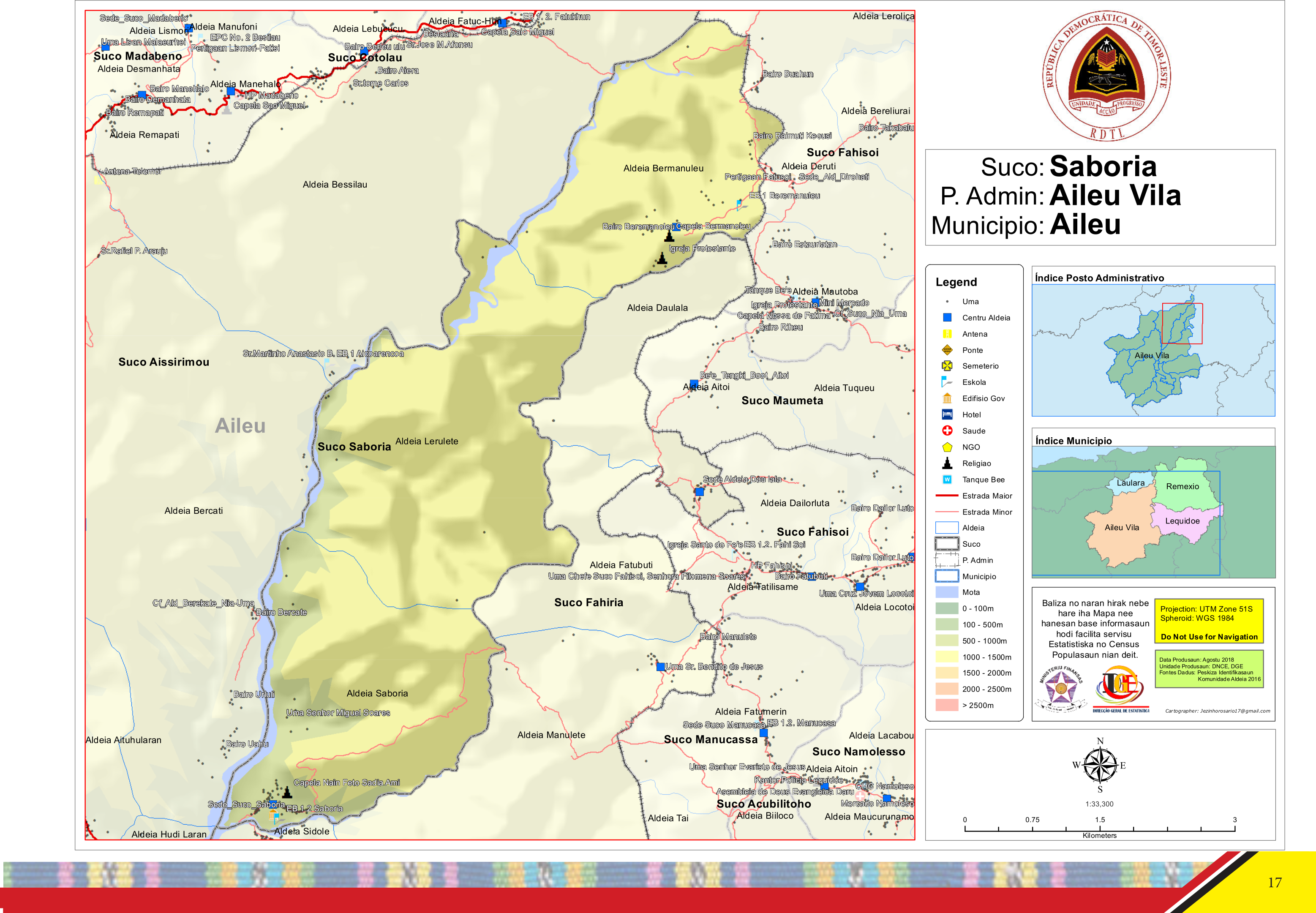
Der Suco Saboria

- Bermanuleu
- Raimuti Keousi
- Saboria

### SucoSeloi Craic

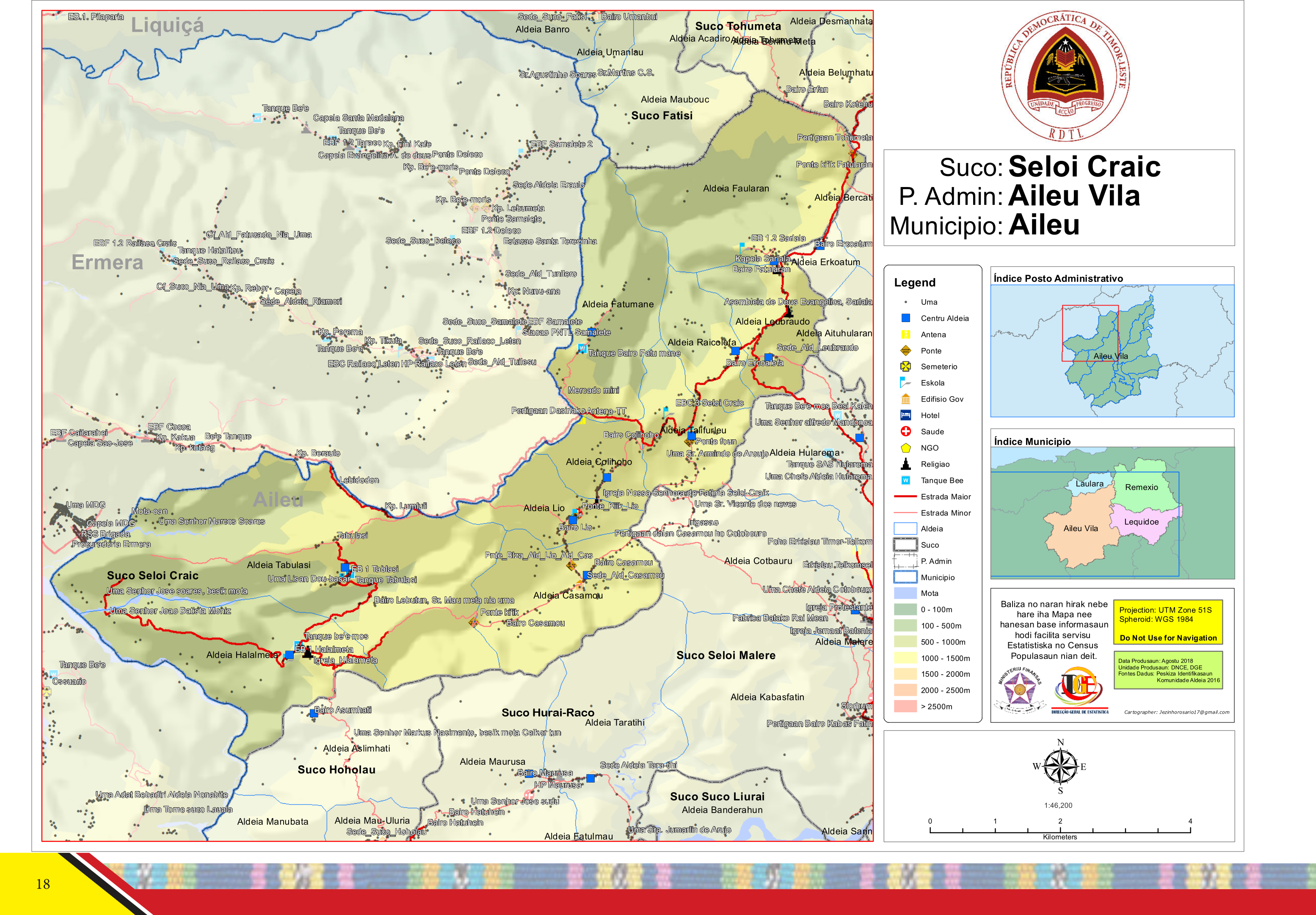
Der Suco Seloi Craic

- Aibitikeou
- Aimera Hun
- Casamou
- Colihoho
- Darhai
- Ericoalefa
- Fateran
- Fatumane
- Halalmeta
- Lebidodon
- Lebutun
- Lidulalan
- Lio
- Lumluli
- Mautobalau
- Poalete
- Sarlala
- Siliboro
- Solerema
- Tabulasi

### SucoSeloi Malere

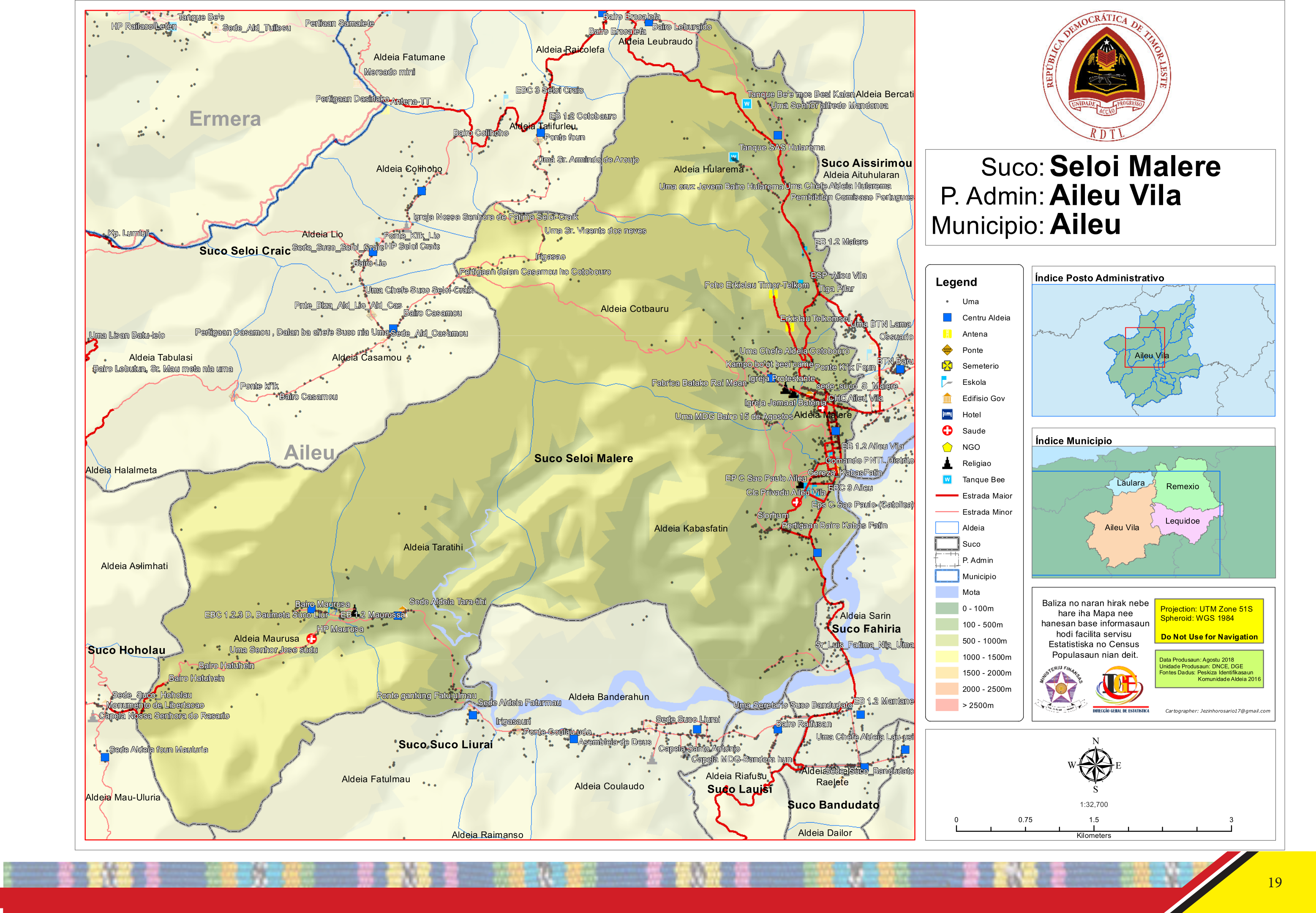
Der Suco Seloi Malere

- 15 de Agosto
- Aileu
- Aileu Vila (Stadtteil)
- Cotbauru
- Ercolobere
- Hatuhein
- Kabasfatin
- Malere
- Maurusa
- Quinta de Portugal
- Saril
- Slorhum
- Taratihi

## VerwaltungsamtLaulara

### SucoBocolelo

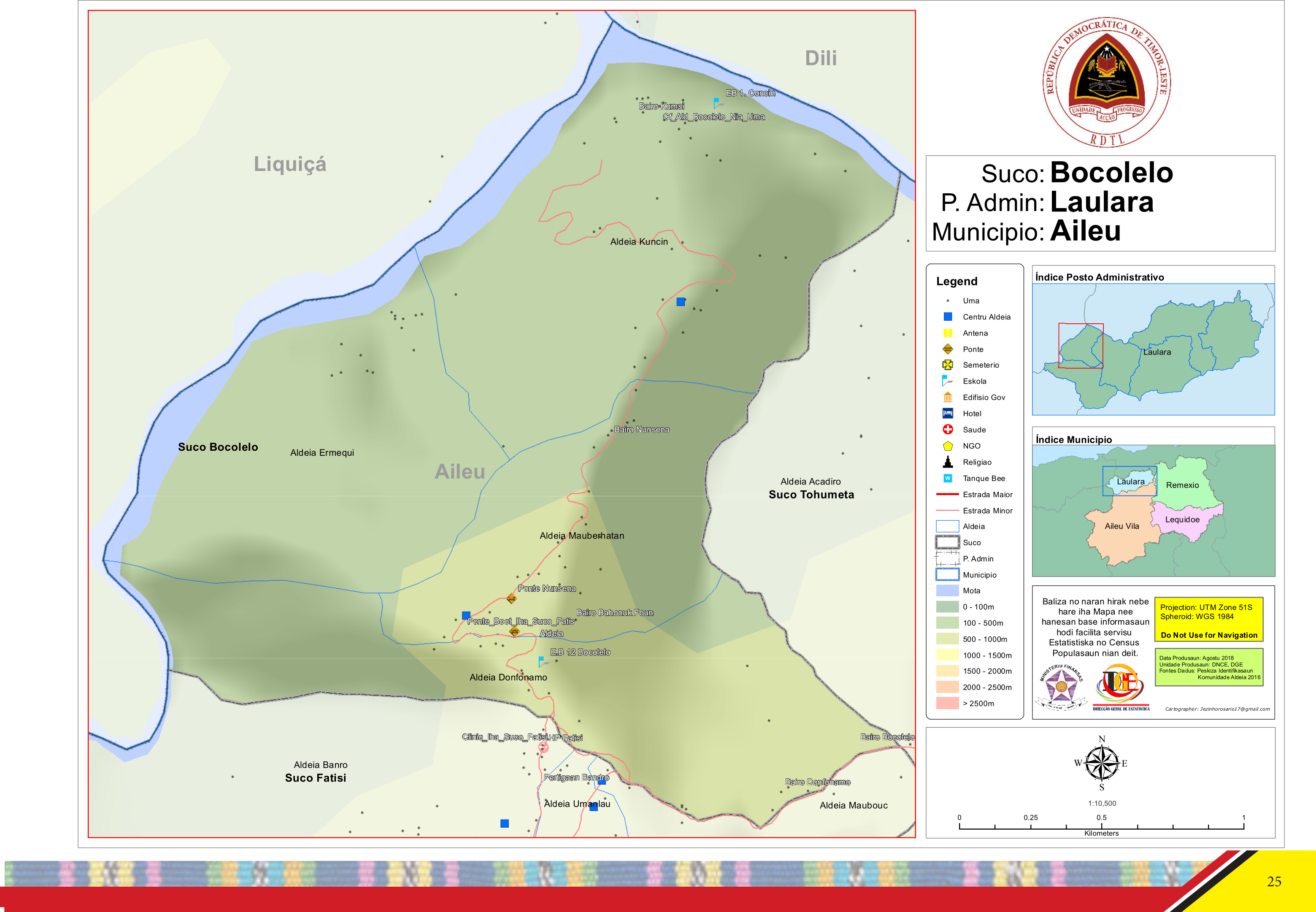
Der Suco Bocolelo

- Bahonuk Foun
- Donfonamo
- Ermequi
- Kuncin
- Nunsena

### SucoCotolau

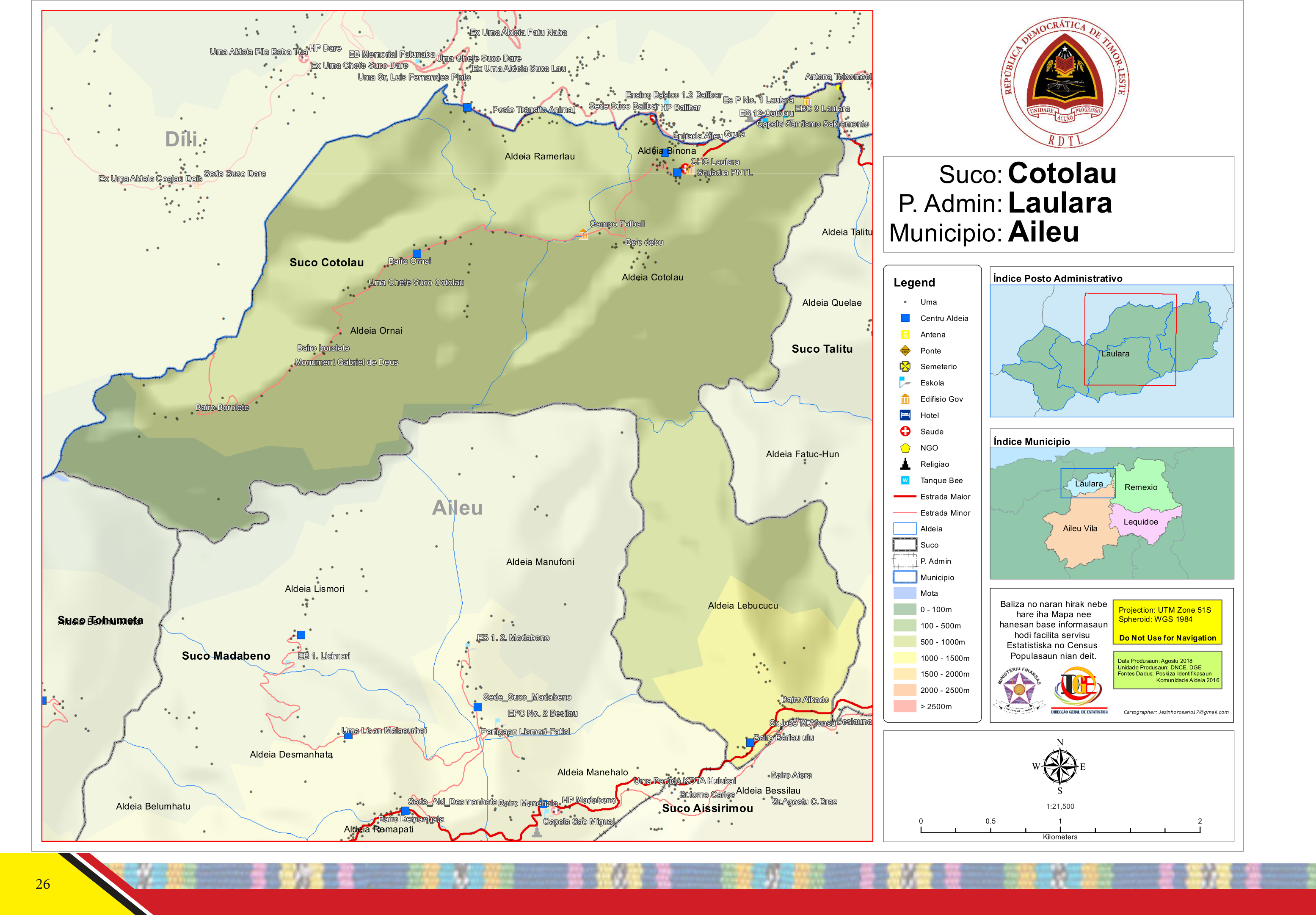
Der Suco Cotolau

- Aikado
- Berleu Ulu
- Borolete
- Boromata
- Cotolau
- Kerolisa
- Laulara
- Ornai

### SucoFatisi

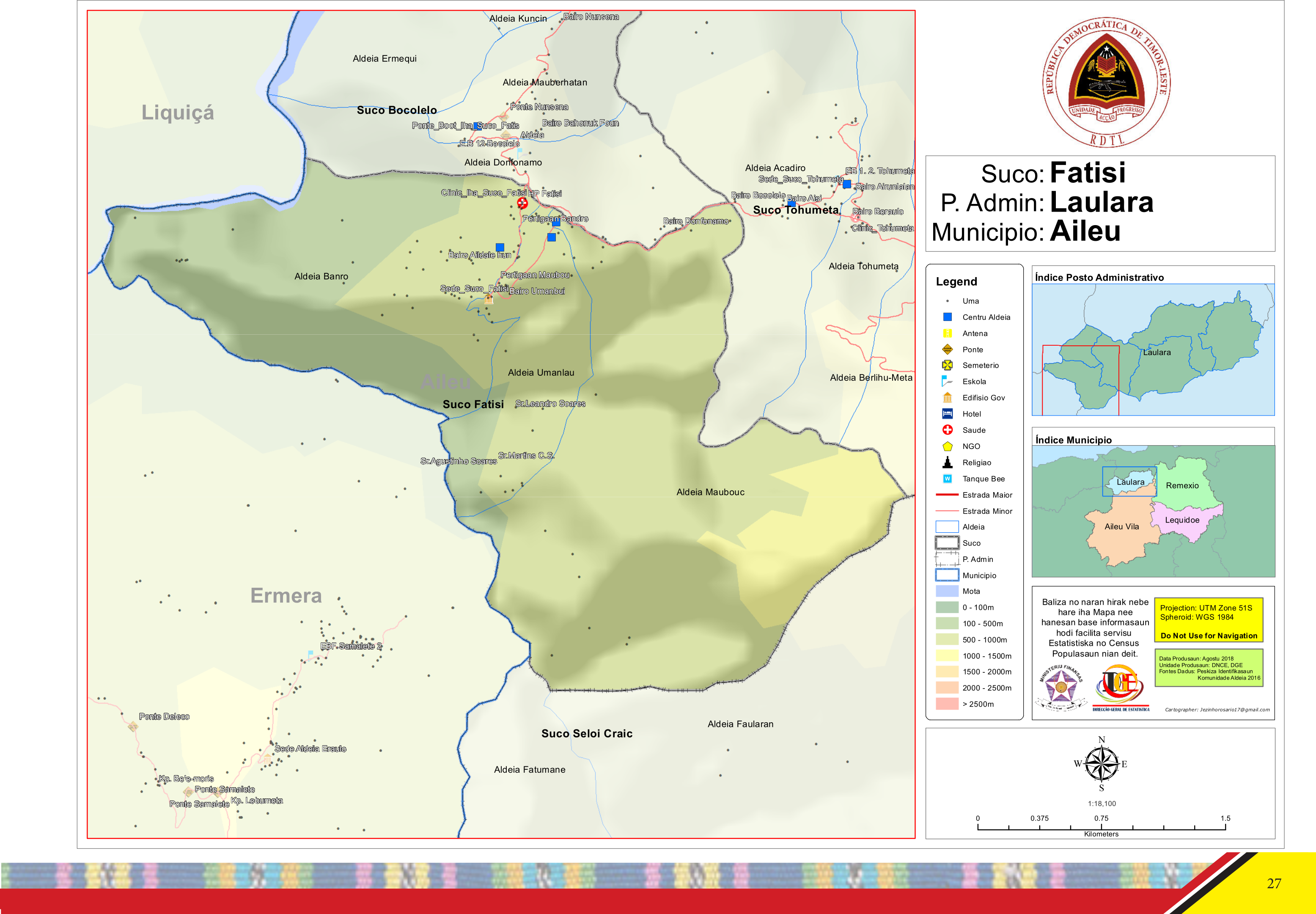
Der Suco Fatisi

- Aildale Hun
- Lebihin
- Sabereke
- Umanbui

### SucoMadabeno

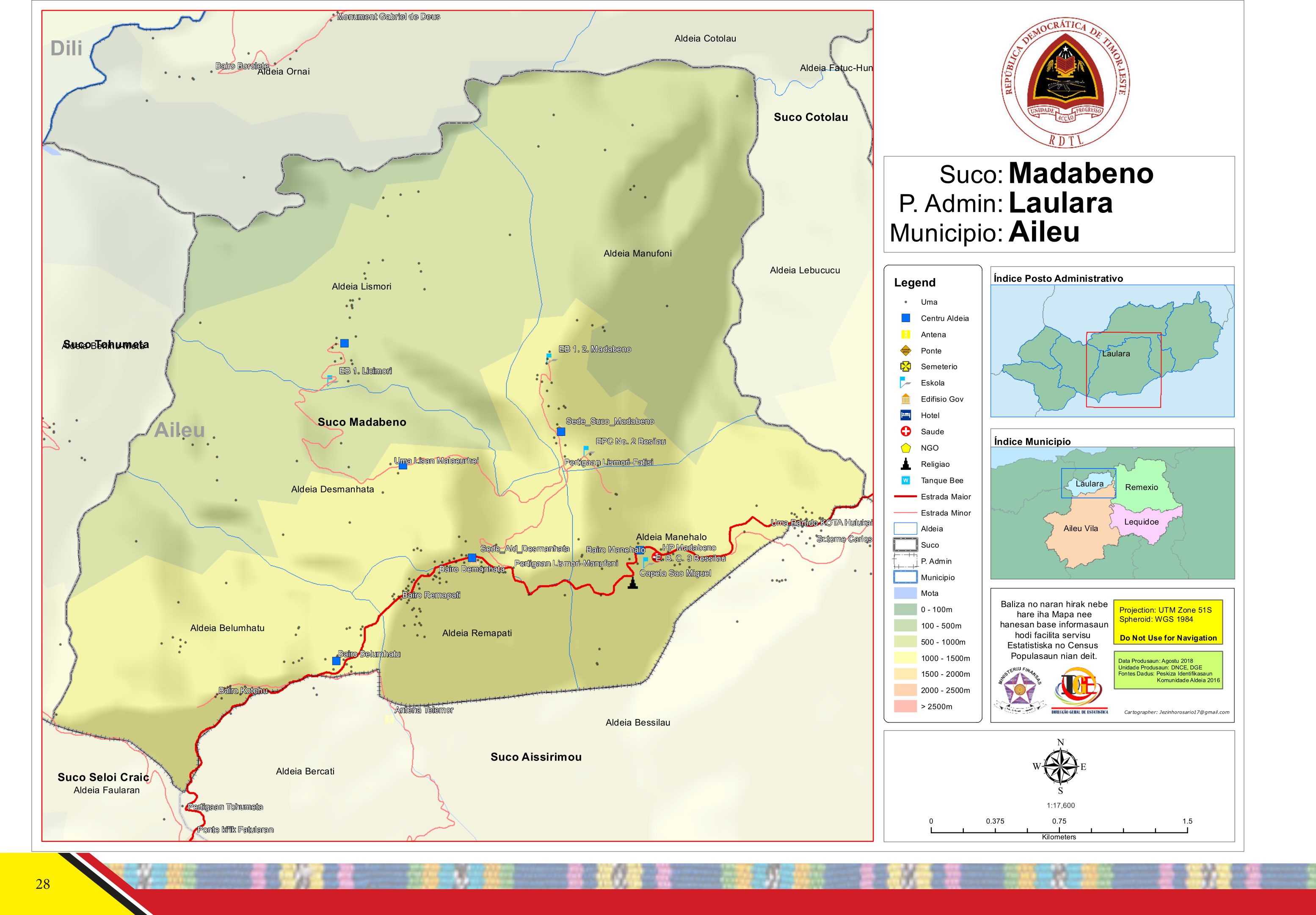
Der Suco Madabeno

- Desmanhata
- Belumhatu
- Kotehu
- Lismori
- Lisimu
- Madabeno
- Malaeurhei
- Manehalo
- Manufoni
- Matapati
- Remapati
- Turiscai

### SucoTalitu

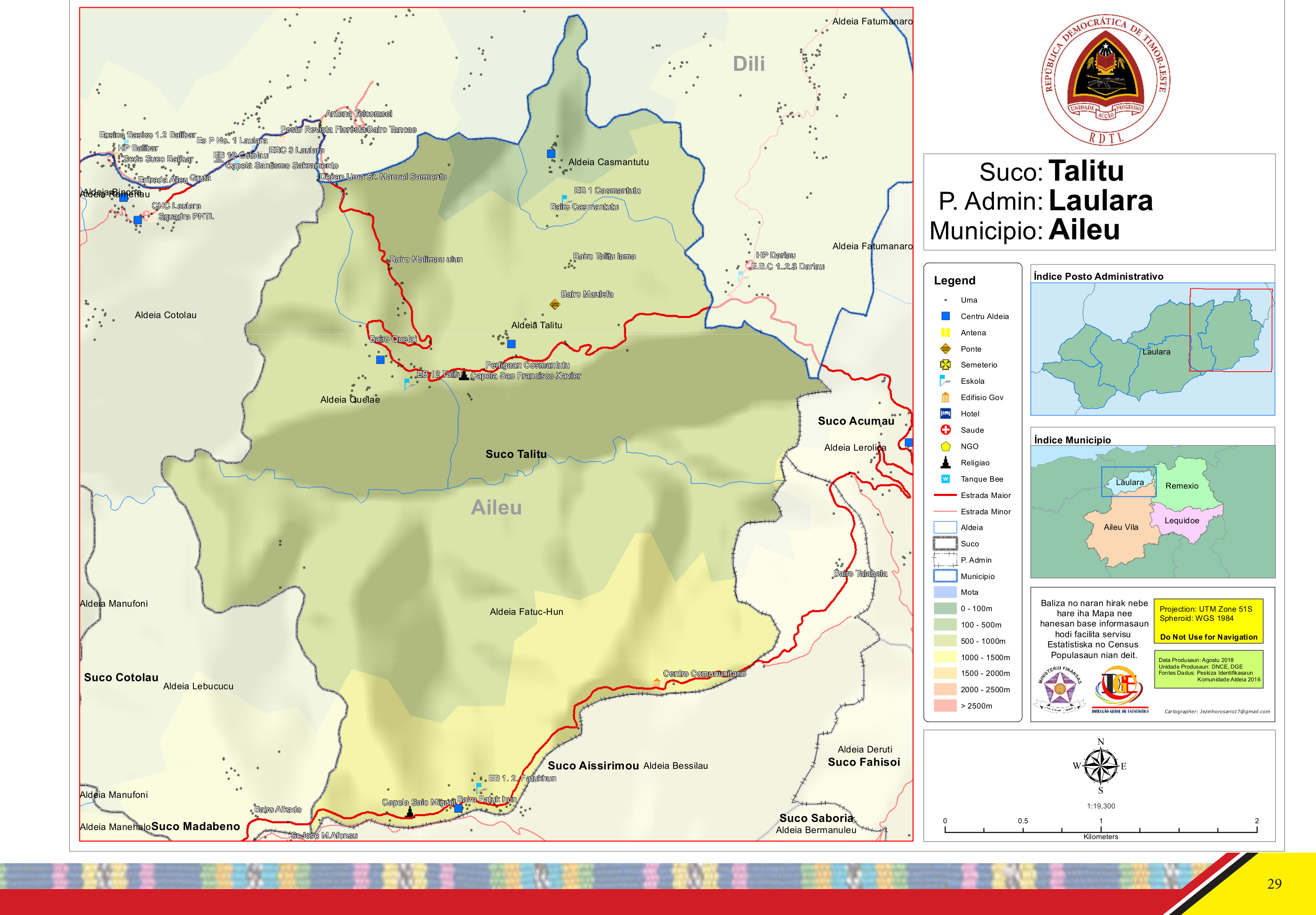
Der Suco Talitu

- Casmantutu
- Fatuc-Hun
- Kutole
- Malimau Ulun
- Maulefa
- Quelae
- Talitu
- Talitu Lama

### SucoTohumeta

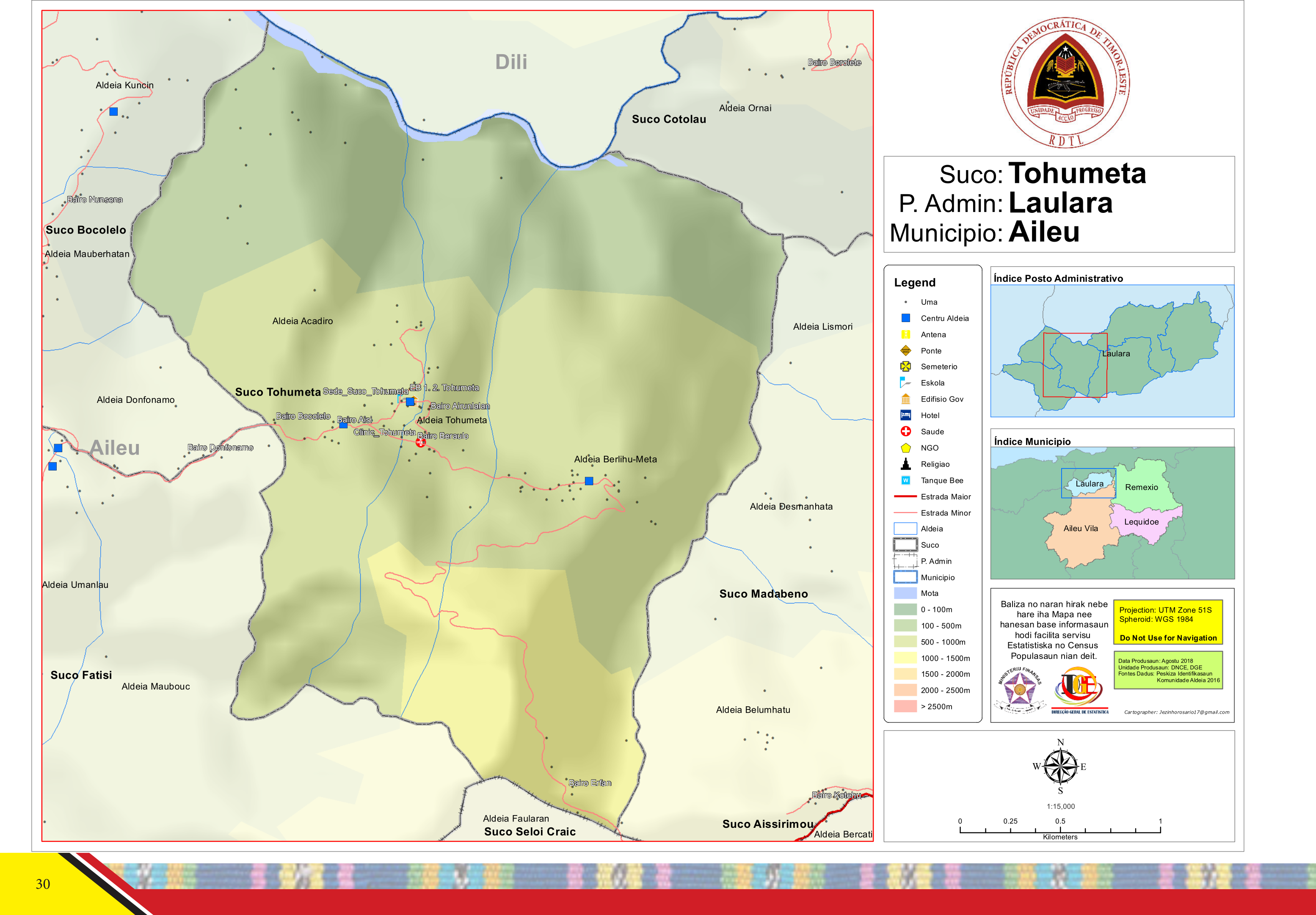
Der Suco Tohumeta

- Airunlalan
- Aisi
- Beraulo
- Berlihu-Meta
- Bocolelo
- Erfan
- Mauliu
- Tohumeta

## VerwaltungsamtLequidoe

### SucoAcubilitoho

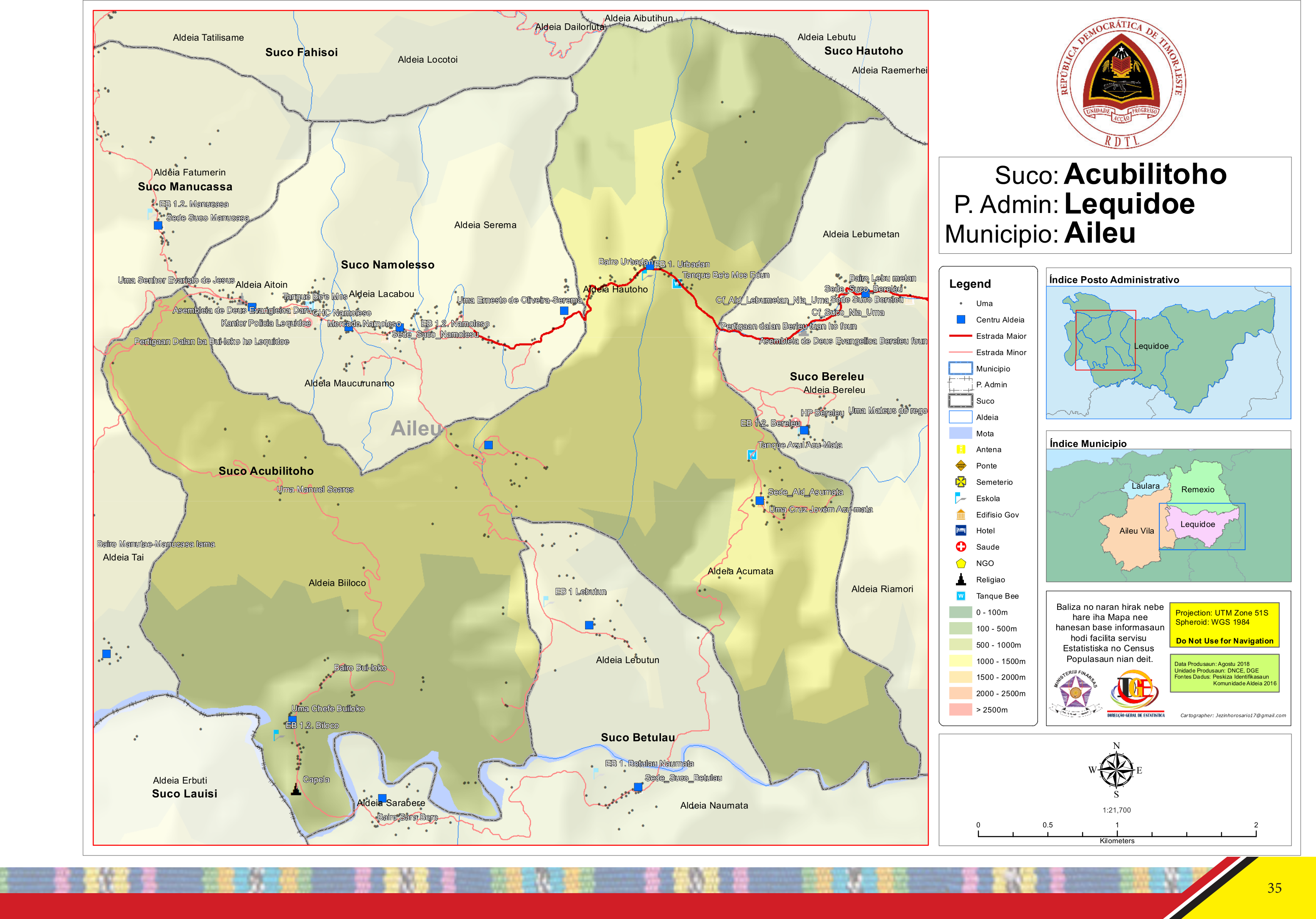
Der Suco Acubilitoho

- Acumata
- Biloco
- Builoko
- Hautbititalau
- Urbadan

### SucoBereleu

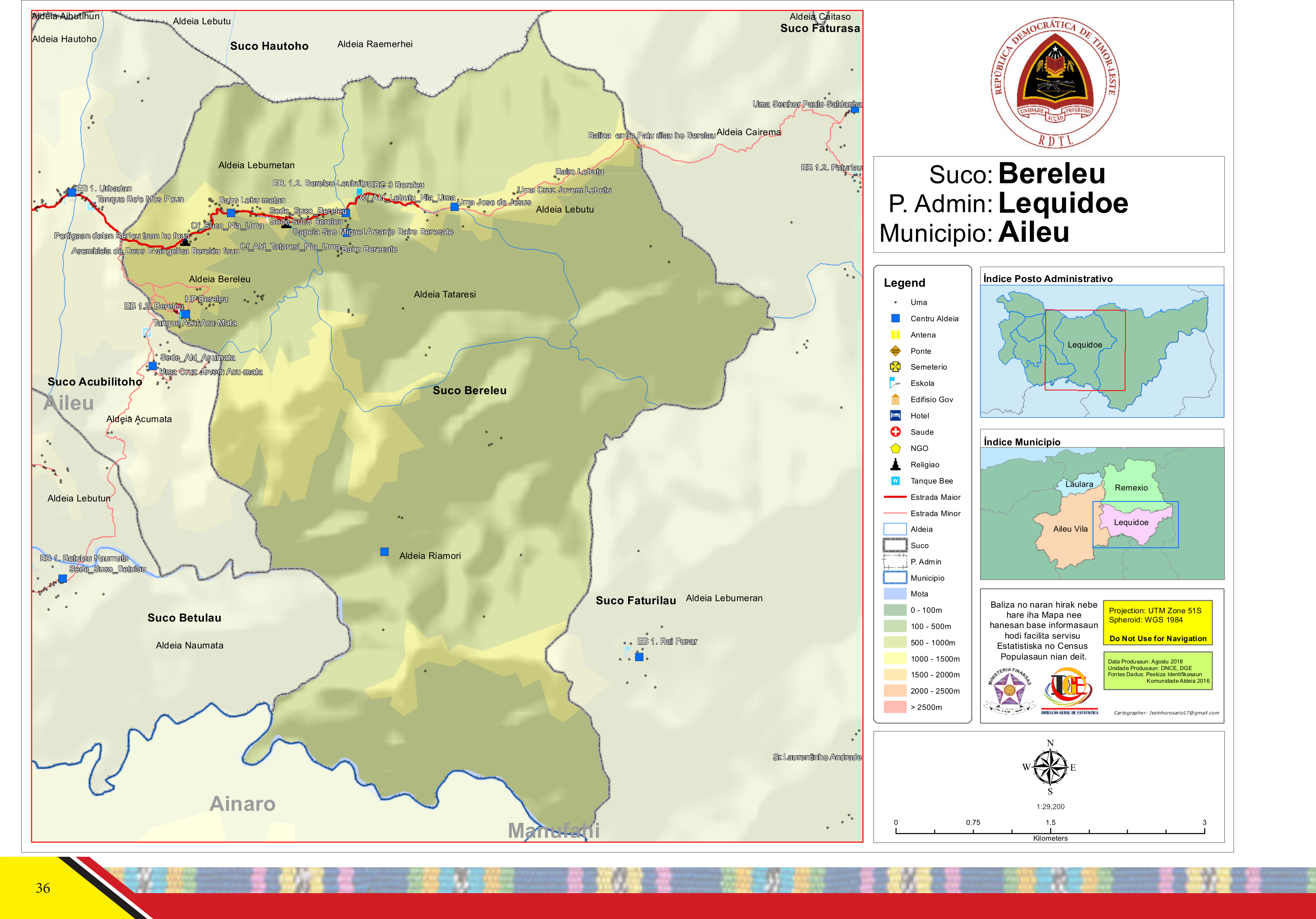
Der Suco Bereleu

- Bereleu
- Bereleu Foun
- Berkate
- Lebumetan
- Lebutu
- Riamori

### SucoBetulau

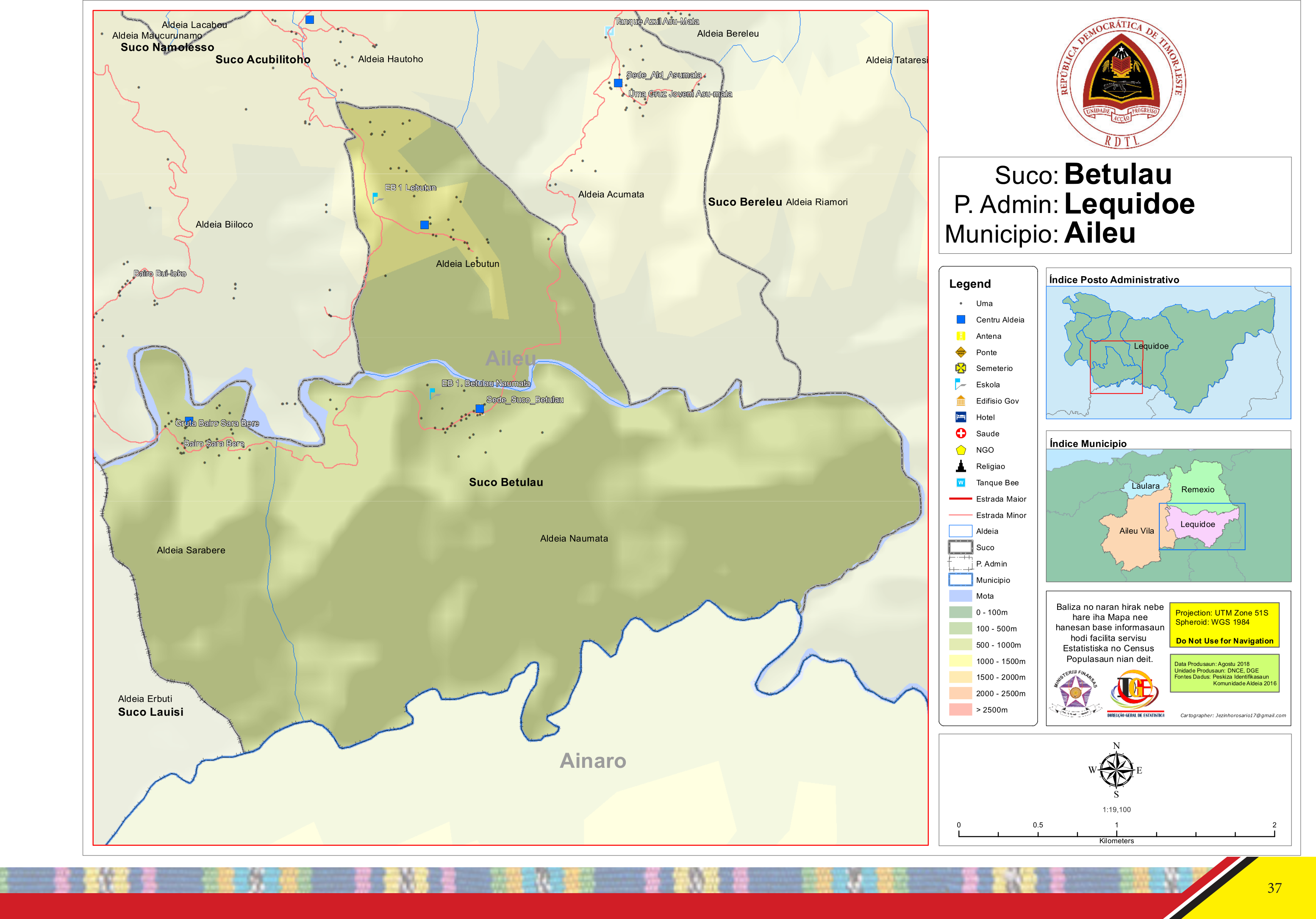
Der Suco Betulau

- Cleta
- Naumata
- Sarabere
- Lebutun

### SucoFahisoi

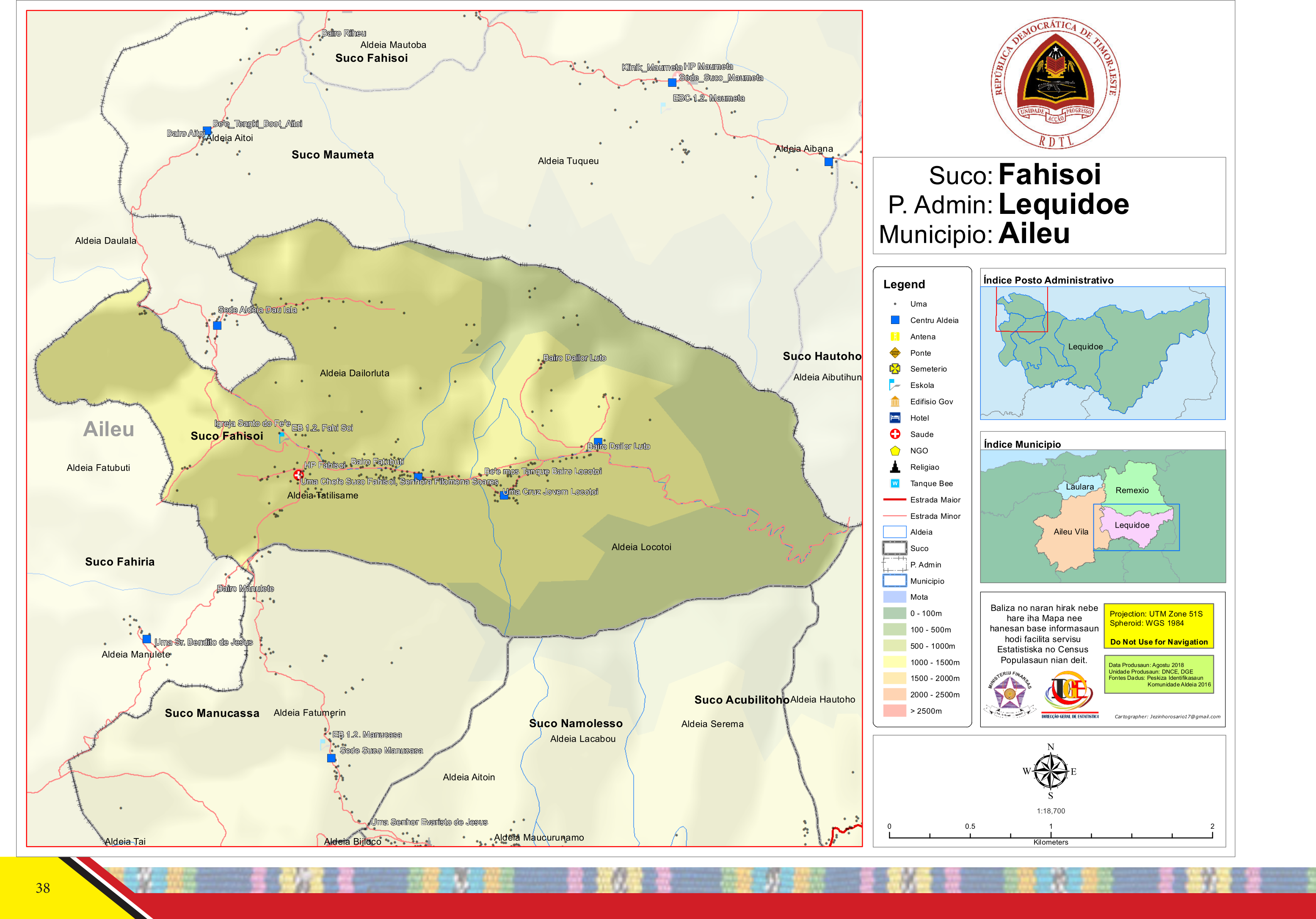
Der Suco Fahisoi

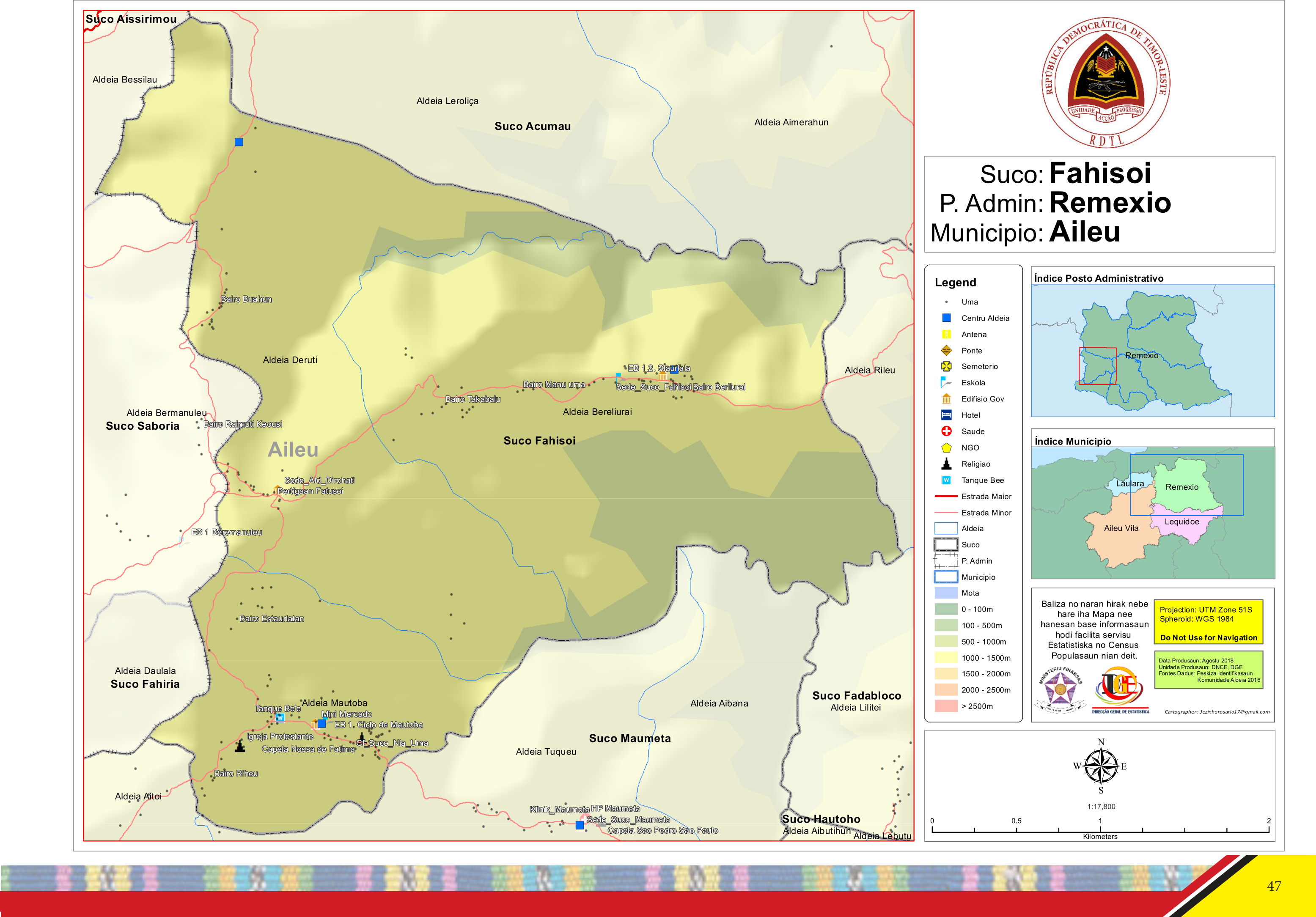
Der Suco Fahisoi

- Aituin
- Dailorluta
- Ereluli
- Fahisoi
- Fatubuti
- Lequidoe
- Locotoi
- Tatilisame

### SucoFaturilau

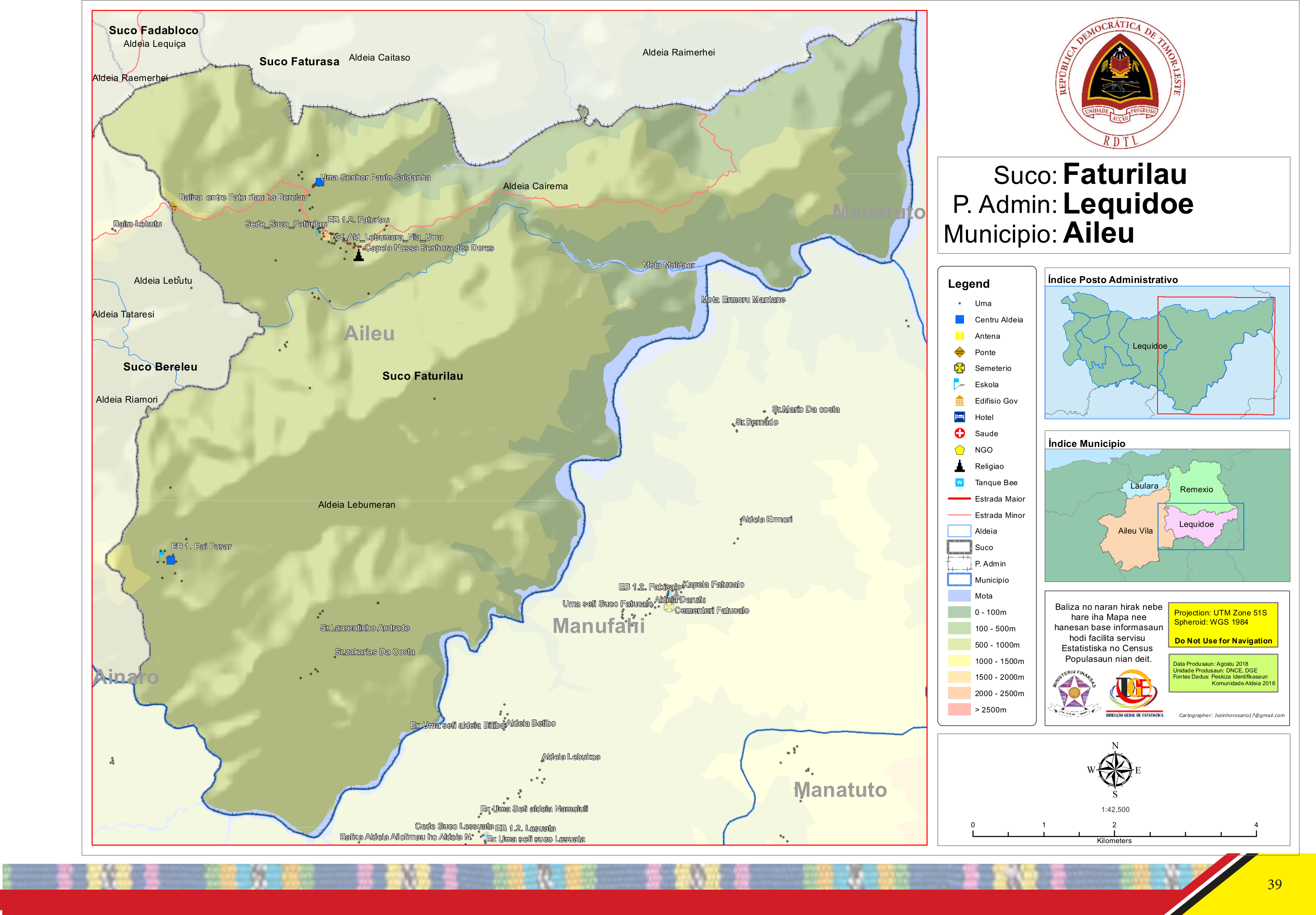
Der Suco Faturilau

- Cairema
- Rai Fusar

### SucoManucassa

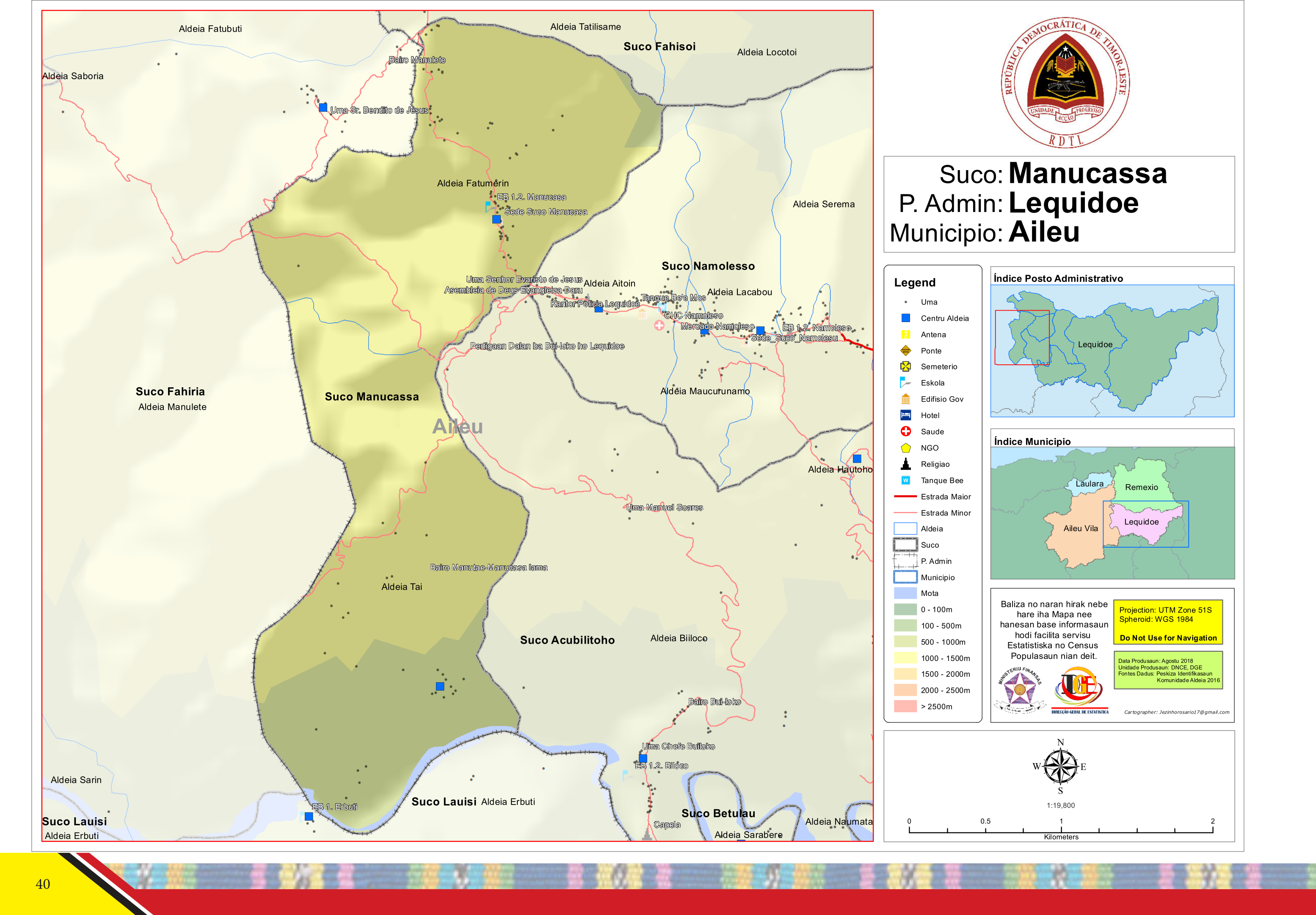
Der Suco Manucassa

- Fatumerin
- Manutae-Manucasa Lama
- Rematu

### SucoNamolesso

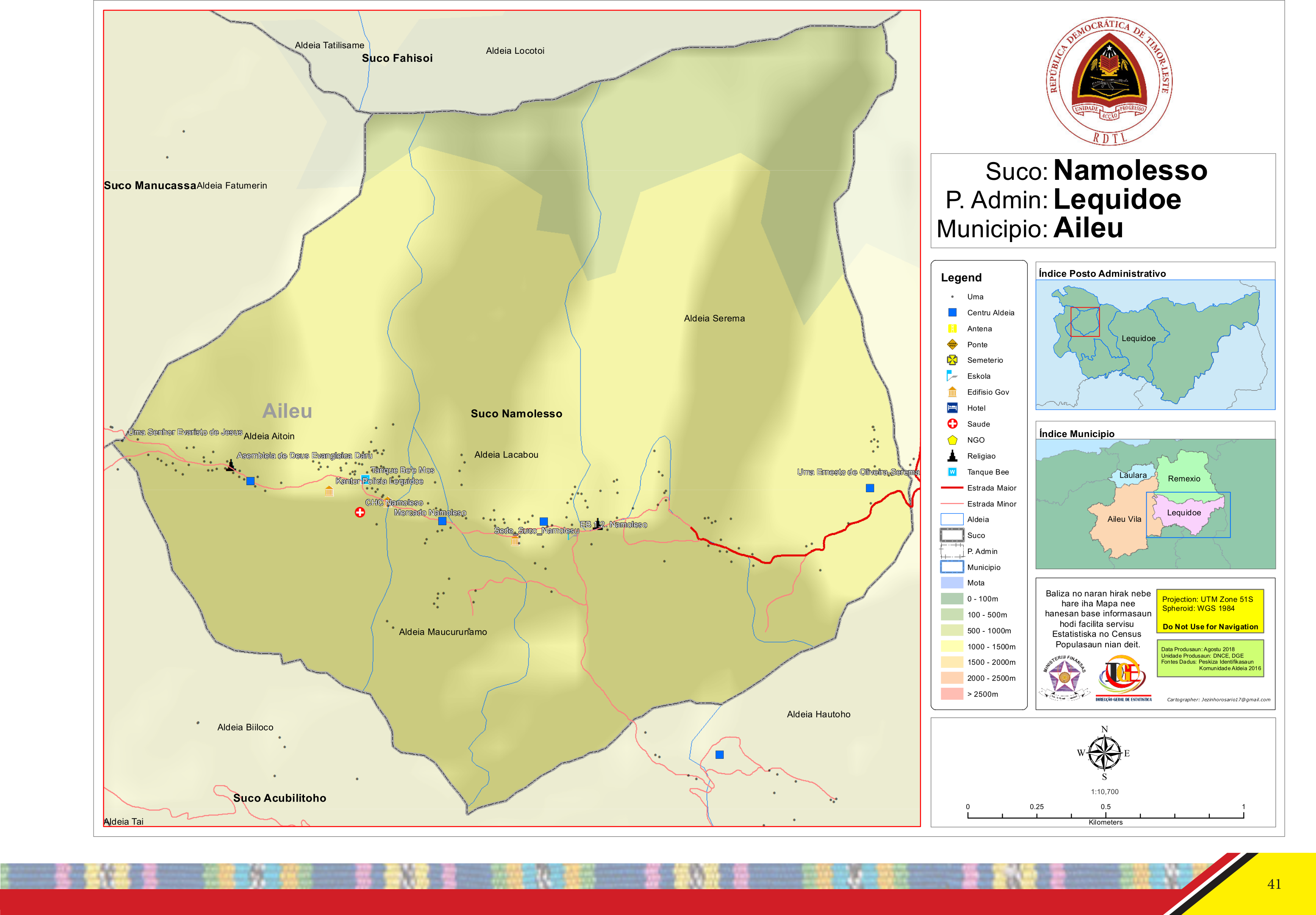
Der Suco Namolesso

- Aitoin
- Daro
- Gariqai
- Quiricae/Hautoho
- Lacabou
- Maucurunamo
- Namolesso
- Serema

## VerwaltungsamtRemexio

### SucoAcumau

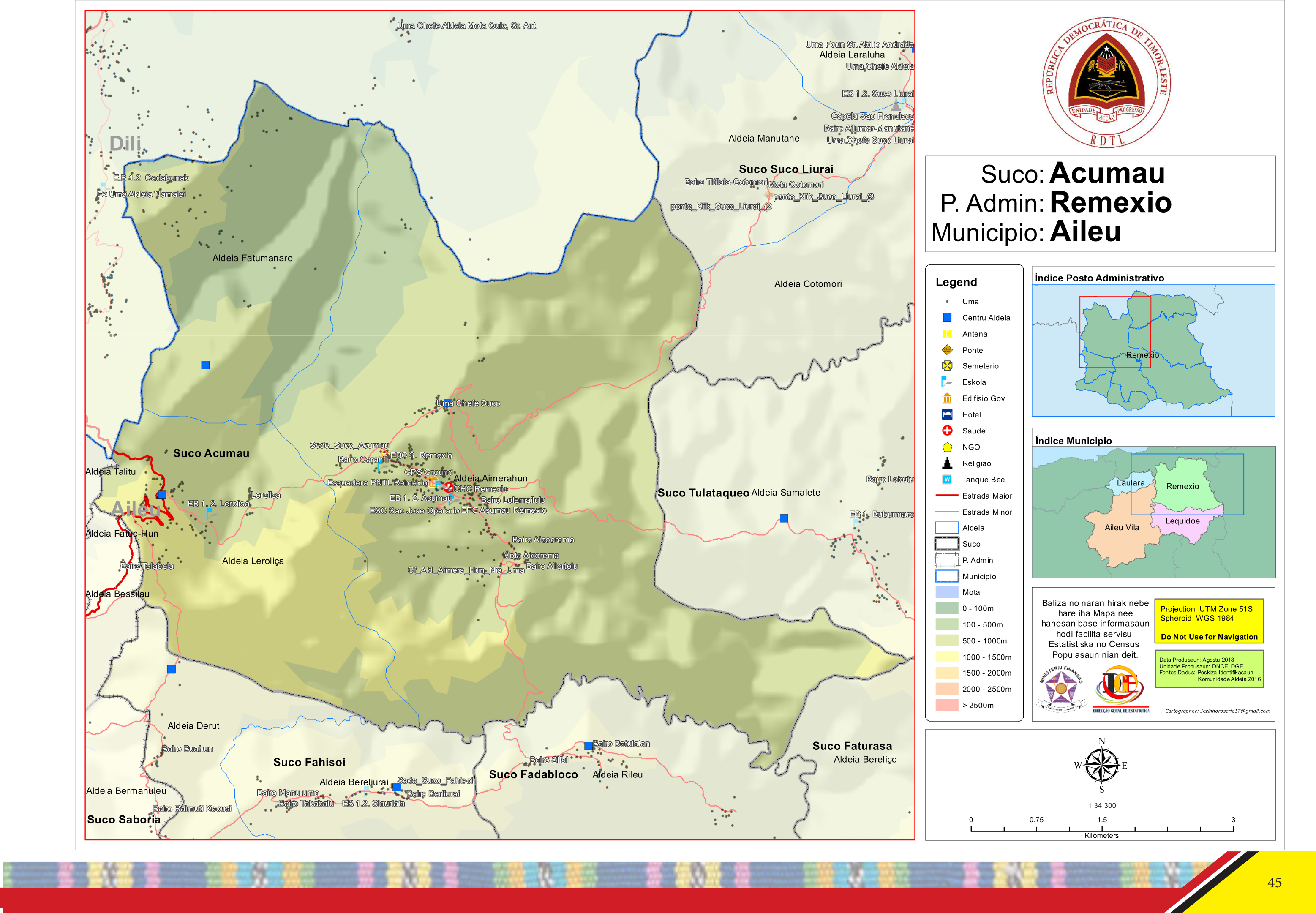
Der Suco Acumau

- Aicoarema
- Ailortelu
- Carahili
- Fatumanaro-Caisabe
- Fatumanaro-Zentrum
- Leroliça
- Lolemailulu
- Remexio
- Remexio Lama

### SucoFadabloco

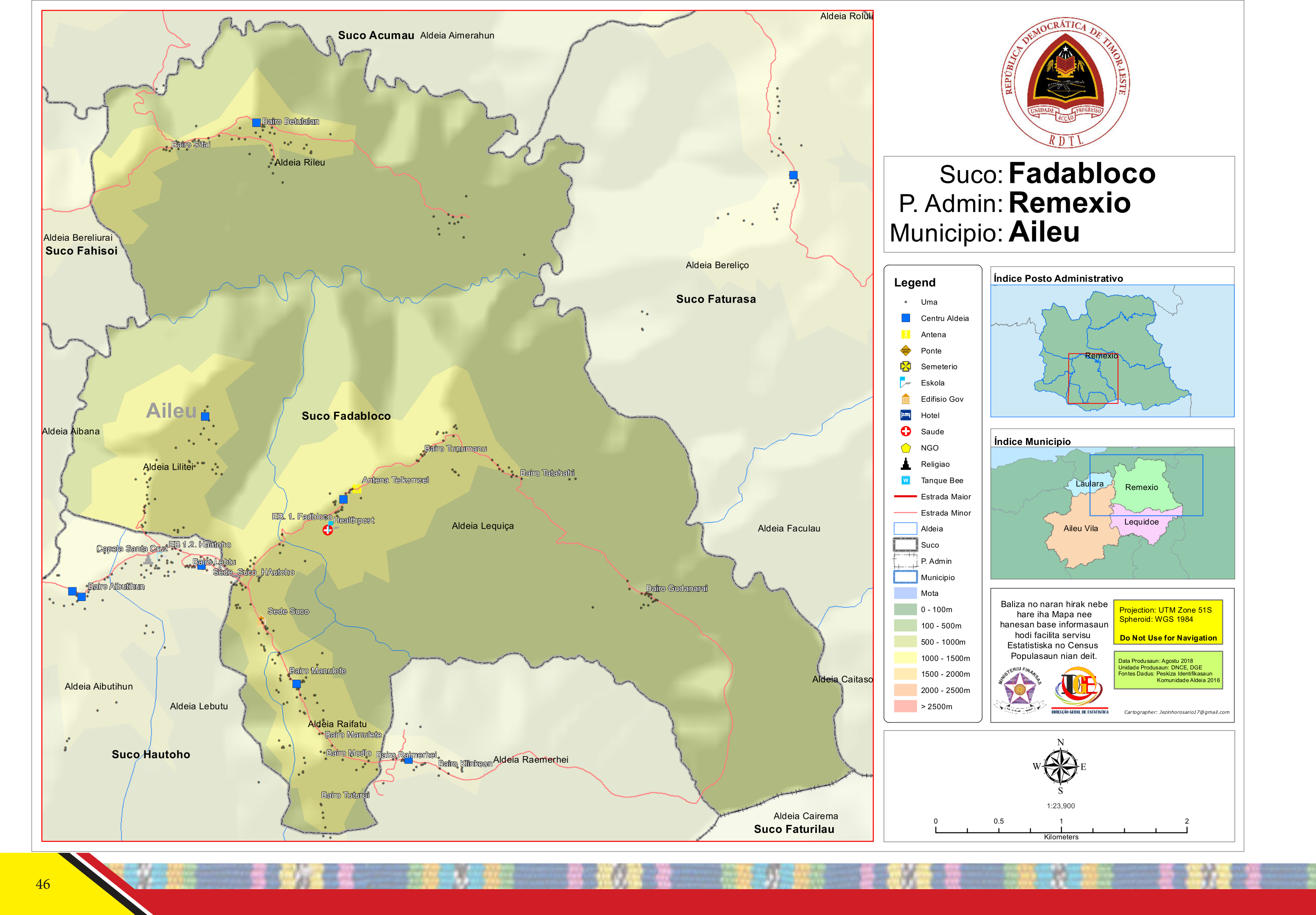
Der Suco Fadabloco

- Betulalan
- Gudanarai
- Lequiça
- Lilitei
- Manulete
- Modlo
- Sifai
- Tatahahi
- Tunumanu
- Tuturui

### SucoFahisoi
- Bereliurai
- Buahun
- Dirohati
- Estaurlatan
- Manu Uma
- Mautoba
- Riheu
- Takabalu
- Ulaen

### SucoFaturasa

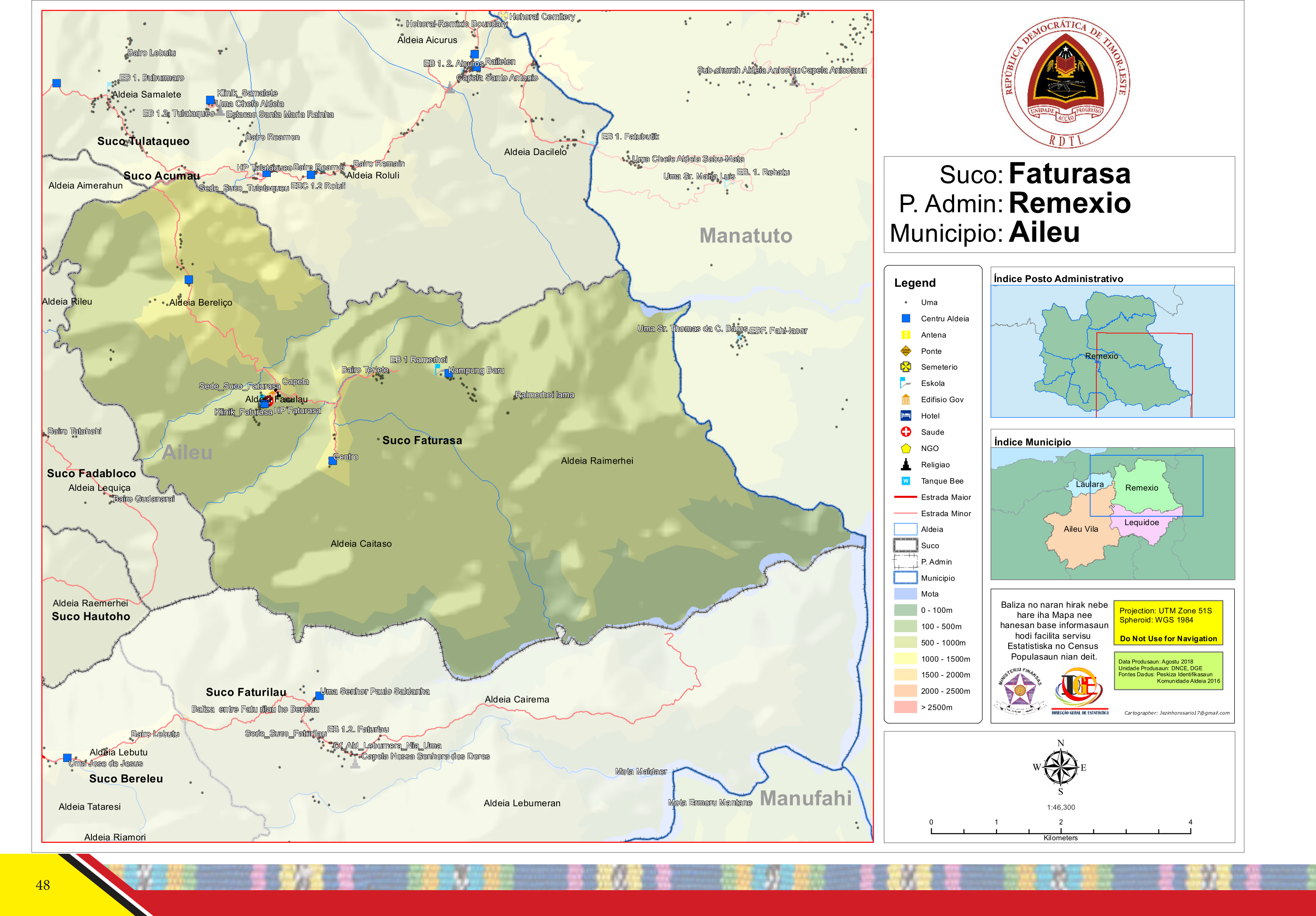
Der Suco Faturasa

- Baru
- Bereliço
- Centro
- Faculau
- Lebometa
- Raemerhei lama
- Terlete

### SucoHautoho

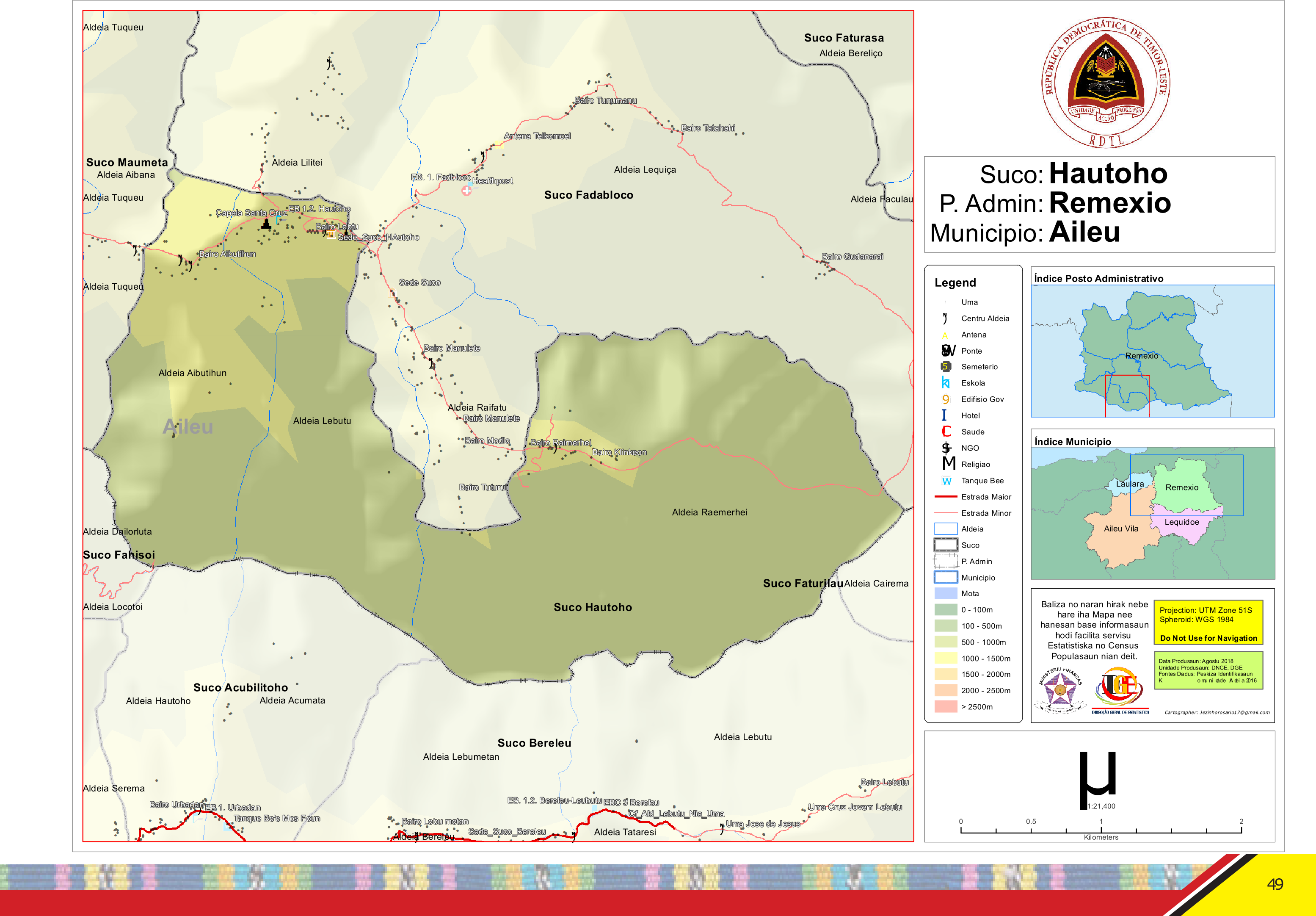
Der Suco Hautoho

- Aibutihun
- Klinkeon
- Lebutu
- Raemerhei

### SucoLiurai
- Ailumar-Manutane
- Cotomori
- Haukeo
- Laraluha
- Titilala-Cotomori

### SucoMaumeta

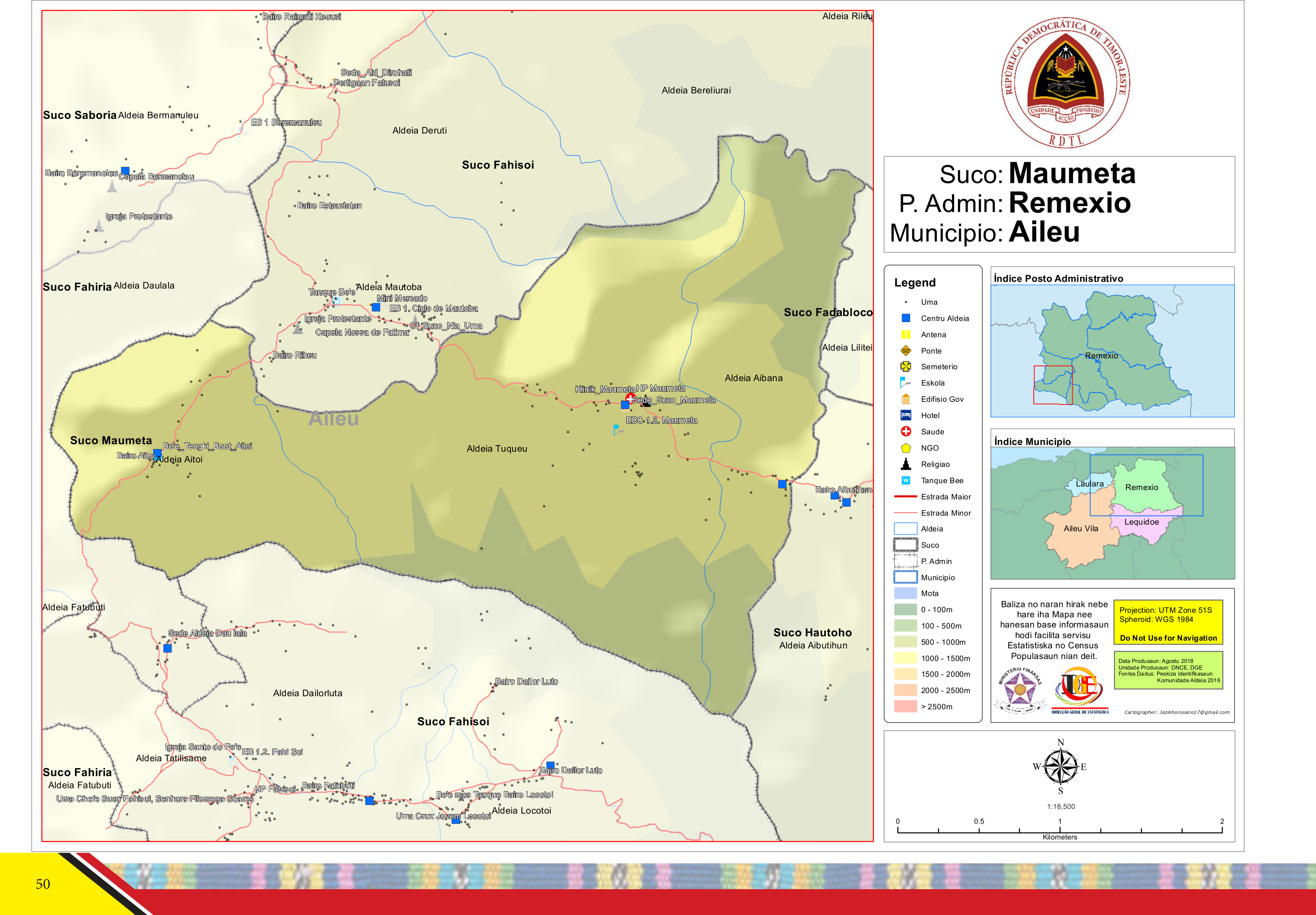
Der Suco Maumeta

- Aibana
- Aitoi
- Tuqueu

### SucoTulataqueo

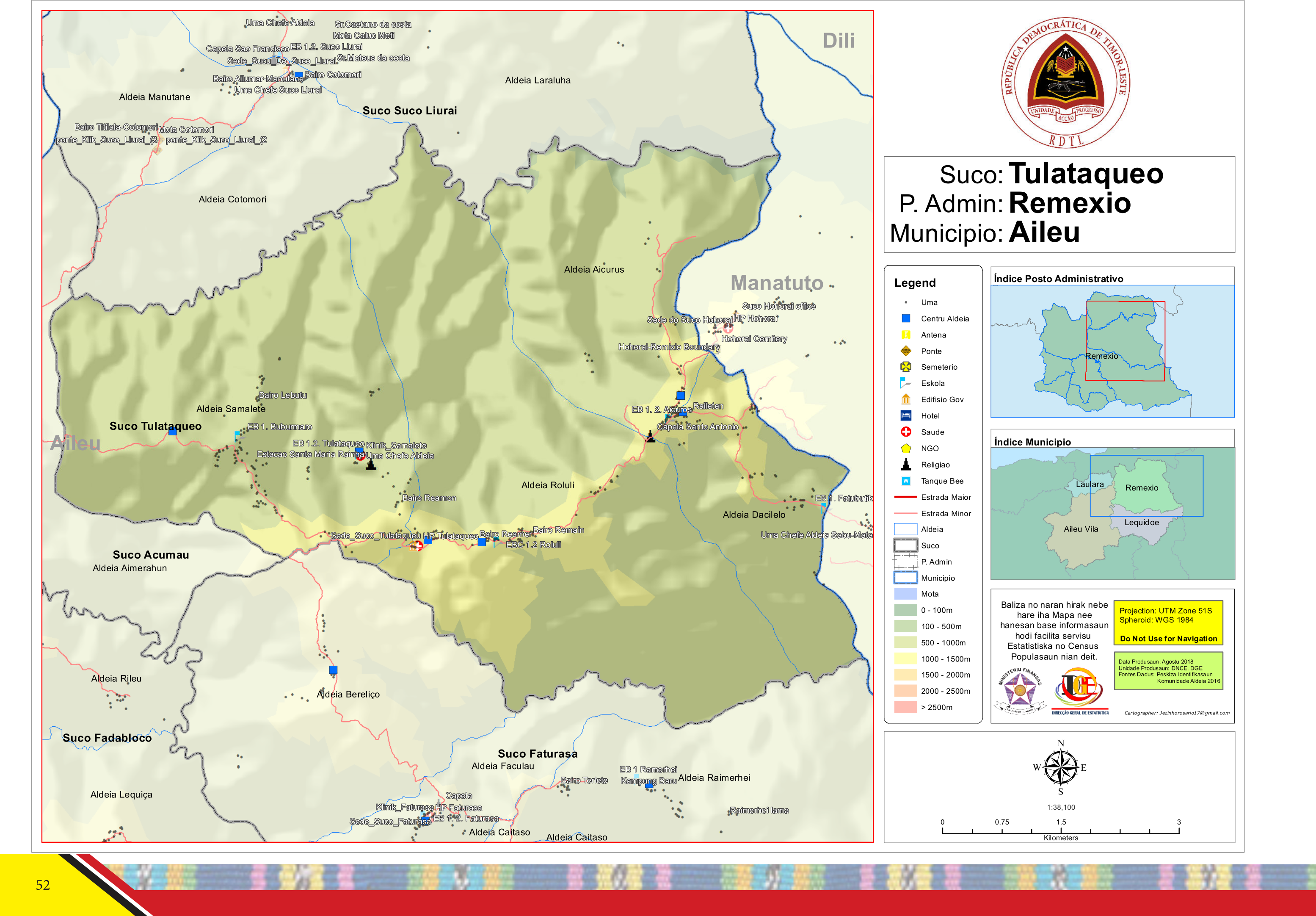
Der Suco Tulataqueo

- Aicurus
- Buburmaro
- Fatubutik
- Lebutu
- Raileten
- Reamer
- Reamon
- Remain
- Samalete
- Tulataqueo

## Belege
Die Schreibweise der Ortsnamen folgt, sofern vorhanden, den Angaben zu den administrativen Einteilungen in:
- Diploma Ministerial n.° 199/09. (PDF; 323 kB) Jornal da República  (portugiesisch).

Die Liste der Ortschaften basiert auf dem Atlas der Gemeinde Aileu (2019) der Direcção-Geral de Estatística, mit Zuhilfenahme der Karten des Timor-Leste GIS-Portal (2007) und der UNMIT (2008) (PDF). Bei unterschiedlicher Schreibweise der Ortsnamen wird den Angaben des Jornal da Républica gefolgt. Die anderen Schreibweisen für einzelne Orte finden sich in den Artikeln zu den einzelnen Ortschaften.
- Karte mit allen verlinkten Seiten:
- OSM |
- WikiMap